# Vauvert (Gard)
Pour les articles homonymes, voir Vauvert.
Vauvert est une commune française située dans le Sud-Ouest du département du Gard en région Occitanie.
Ses habitants se nomment les Vauverdois et les Vauverdoises.  
Exposée à un climat méditerranéen, elle est drainée par le Rhôny, le canal d'irrigation du Bas-Rhône Languedoc, le canal du Rhône à Sète, le Vieux Vistre, le ruisseau de Valliouguès et par divers autres petits cours d'eau. Incluse dans la Camargue (delta du Rhône), la commune possède un patrimoine naturel remarquable : quatre sites Natura 2000 (« le Petit Rhône », la « Petite Camargue », la « Camargue gardoise fluvio-lacustre » et les « costières nîmoises »), cinq espaces protégés (la réserve naturelle régionale du Scamandre, la « Basse plaine de l'Aude et Collines d'Enserune », les « Costières de Nimes », la Camargue et la Petite Camargue) et huit zones naturelles d'intérêt écologique, faunistique et floristique.
Vauvert est une commune urbaine et littorale qui compte 11 772 habitants en 2022, après avoir connu une forte hausse de la population depuis 1962. Elle est dans l'unité urbaine de Vauvert et fait partie de l'aire d'attraction de Nîmes. 
Le patrimoine architectural de la commune comprend deux immeubles protégés au titre des monuments historiques : la chapelle de Montcalm, inscrite en 2000, et le temple protestant, inscrit en 2012.

## Géographie

### Localisation

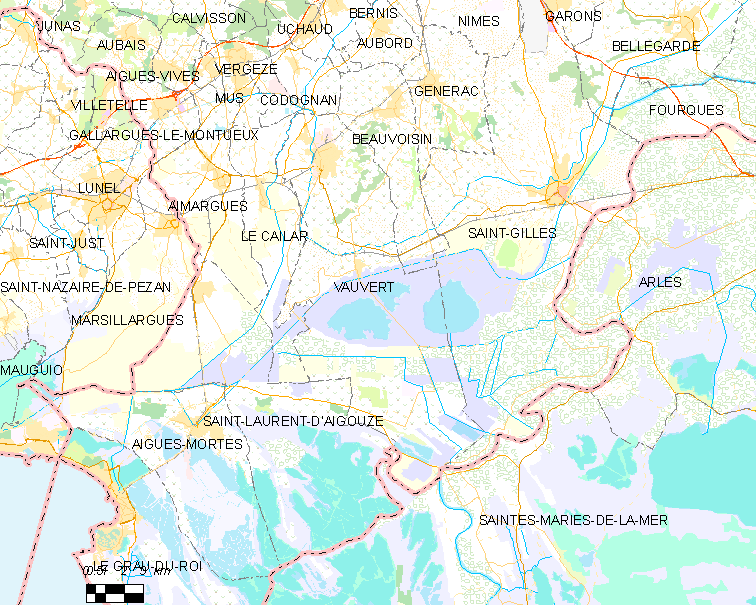
Limites administratives de la commune.

Vauvert est située dans le sud-est de la France, en région Occitanie, dans le département du Gard, entre la Petite Camargue et le plateau des Costières. À 20 km de Nîmes, à 35 km de Montpellier, villes dotées de gares TGV et d'aéroports, à 20 min d'Arles, 1 h d'Avignon et 1 h 15 de Marseille, à 20 min de la mer, Vauvert est au cœur d'une région riche de sa culture et animée tout l'été de festivals. La ville a le caractère typique des bourgs agricoles du siècle dernier. Le vieux centre a gardé un aspect pittoresque avec ses ruelles étroites. Les principaux quartiers du centre-ville sont la Condamine, le Hameau, le Mas Barbet, le Quartier occitan, le Roc des poulets et le Valat de la Reyne.
La commune est située sur la ligne de chemin de fer Nîmes - le Grau du Roi.
Vauvert est l'une des 75 communes membres du schéma de cohérence territoriale (SCOT) du sud du Gard et des 51 communes du Pays Vidourle-Camargue.

### Communes limitrophes
Les communes de Beauvoisin, Le Cailar, Saintes-Maries-de-la-Mer (13), Saint-Gilles, Saint-Laurent-d'Aigouze et Vestric-et-Candiac sont limitrophes de la commune de Vauvert.
| Le Cailar               | Vestric-et-Candiac                          | Beauvoisin   |
| Le Cailar               | Vauvert                                     | Saint-Gilles |
| Saint-Laurent-d'Aigouze | Saintes-Maries-de-la-Mer (Bouches-du-Rhône) | Saint-Gilles |

### Climat
Pour des articles plus généraux, voir Climat de l'Occitanie et Climat du Gard.
En 2010, le climat de la commune est de type climat méditerranéen franc, selon une étude s'appuyant sur une série de données couvrant la période 1971-2000. En 2020, Météo-France publie une typologie des climats de la France métropolitaine dans laquelle la commune est exposée à un climat méditerranéen et est dans la région climatique Provence, Languedoc-Roussillon, caractérisée par une pluviométrie faible en été, un très bon ensoleillement (2 600 h/an), un été chaud (21,5 °C), un air très sec en été, sec en toutes saisons, des vents forts (fréquence de 40 à 50 % de vents > 5 m/s) et peu de brouillards.
Pour la période 1971-2000, la température annuelle moyenne est de 14,7 °C, avec une amplitude thermique annuelle de 16,8 °C. Le cumul annuel moyen de précipitations est de 647 mm, avec 5,3 jours de précipitations en janvier et 2,7 jours en juillet. Pour la période 1991-2020, la température moyenne annuelle observée sur la station météorologique la plus proche, située sur la commune de Gallargues-le-Montueux à 9 km à vol d'oiseau, est de 15,5 °C et le cumul annuel moyen de précipitations est de 674,8 mm,. Pour l'avenir, les paramètres climatiques de la commune estimés pour 2050 selon différents scénarios d'émission de gaz à effet de serre sont consultables sur un site dédié publié par Météo-France en novembre 2022.

### Paysages

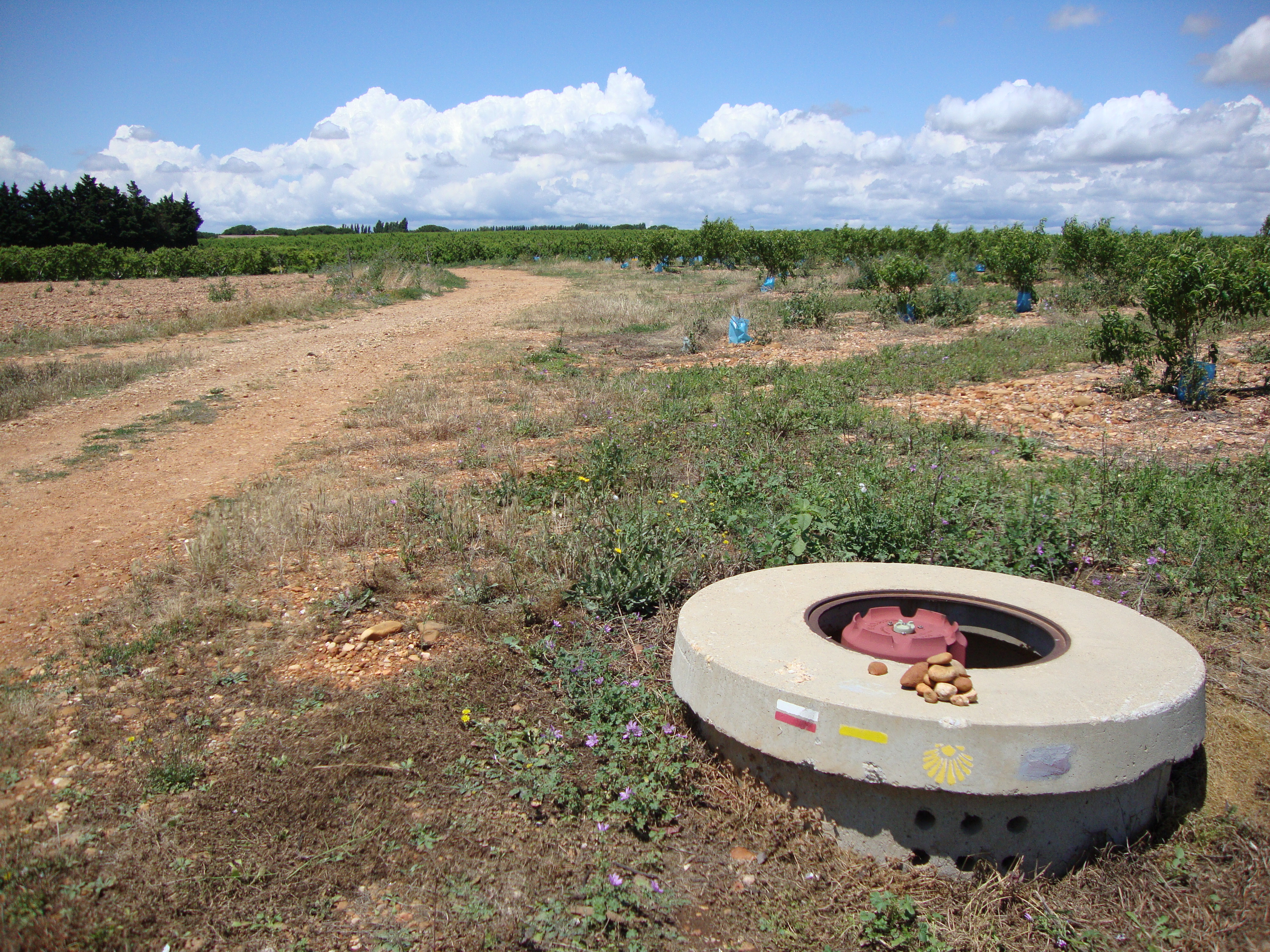
Balisage jacquaire dans les vignes

La ville actuelle, située au cœur du vignoble de l'AOC Costières de Nîmes, a le caractère typique des bourgs agricoles du siècle dernier.
De grande superficie, le territoire communal englobe une grande partie de la Petite Camargue.
90 % du territoire communal est rural. Au nord, la vigne, au sud une immense nature sauvage bordée d'étangs et de roselières (étendues de roseaux), véritable réserve naturelle d'oiseaux et d'animaux sauvages (taureaux et chevaux camarguais), non loin des hameaux de Gallician, de Montcalm et de Sylvéréal. Dès le printemps et jusqu'à l'automne, le village résonne du bruit des lâchers de taureaux camarguais dans l'arène ou dans les rues. Avec 2 661 heures d'ensoleillement par an, le climat est exceptionnel. La température moyenne est de 5,9 °C en hiver, de 24,1 °C en été.
Vauvert est un des fiefs de « l'Aficion » taurine. Les traditions taurines camarguaises y sont très vivantes. Dès le printemps et jusqu'aux mauvais jours, les arènes résonnent du bruit des courses camarguaises et les rues des abrivados et bandidos, au cours desquelles taureaux et chevaux traversent la ville. Les traditions tauromachiques espagnoles y sont également à l'honneur. Outre les manifestations taurines, de nombreuses animations occupent les loisirs des Vauverdois : opérettes, spectacles musicaux, théâtraux, animations sportives.. De nombreux équipements sportifs permettent la pratique de diverses activités : tennis, natation, pétanque, promenades en bateau, cyclotourisme, randonnées pédestres, pêche…

### Milieux naturels et biodiversité

#### Espaces protégés
La protection réglementaire est le mode d’intervention le plus fort pour préserver des espaces naturels remarquables et leur biodiversité associée,.
La commune fait également partie des la Camargue (delta du Rhône), un territoire reconnu réserve de biosphère par l'UNESCO en 1977 pour ses nombreux bombements sources de diversité : bourrelets alluviaux des bras anciens et actuels du Rhône et cordons dunaires élaborés par les courants marins et les rivages historiques de la Méditerranée. Entre ces replis encore en partie boisés, dans les dépressions, se répartissent des terres basses occupées par les lagunes bordées de steppes salées, les marais à roselières en partie exploités pour la coupe du roseau et les étangs - dont le plus grand, le Vaccarès, occupe 6 500 hectares,.
Cinq autres espaces protégés sont présents sur la commune :
- la réserve naturelle régionale du Scamandre, classée en 2006 et d'une superficie de 148,6 ha, qui est représentative des zones humides typiquement méditerranéennes. On y trouve la plupart des biotopes de Camargue : prairie, sansouïre (ou pré salé) et marais[11],[12] ;
- la « Basse Plaine de l'Aude et Collines d'Enserune », un terrain acquis (ou assimilé) par un conservatoire d'espaces naturels, d'une superficie de 142,4 ha[13] ;
- les « Costières de Nimes », un terrain acquis (ou assimilé) par un conservatoire d'espaces naturels, d'une superficie de 2 027 ha[14] ;
- la Camargue, une zone humide protégée par la convention de Ramsar, d'une superficie de 84 620 ha[15] ;
- la Petite Camargue, une zone humide protégée par la convention de Ramsar, d'une superficie de 41 705,5 ha[16].

#### Réseau Natura 2000

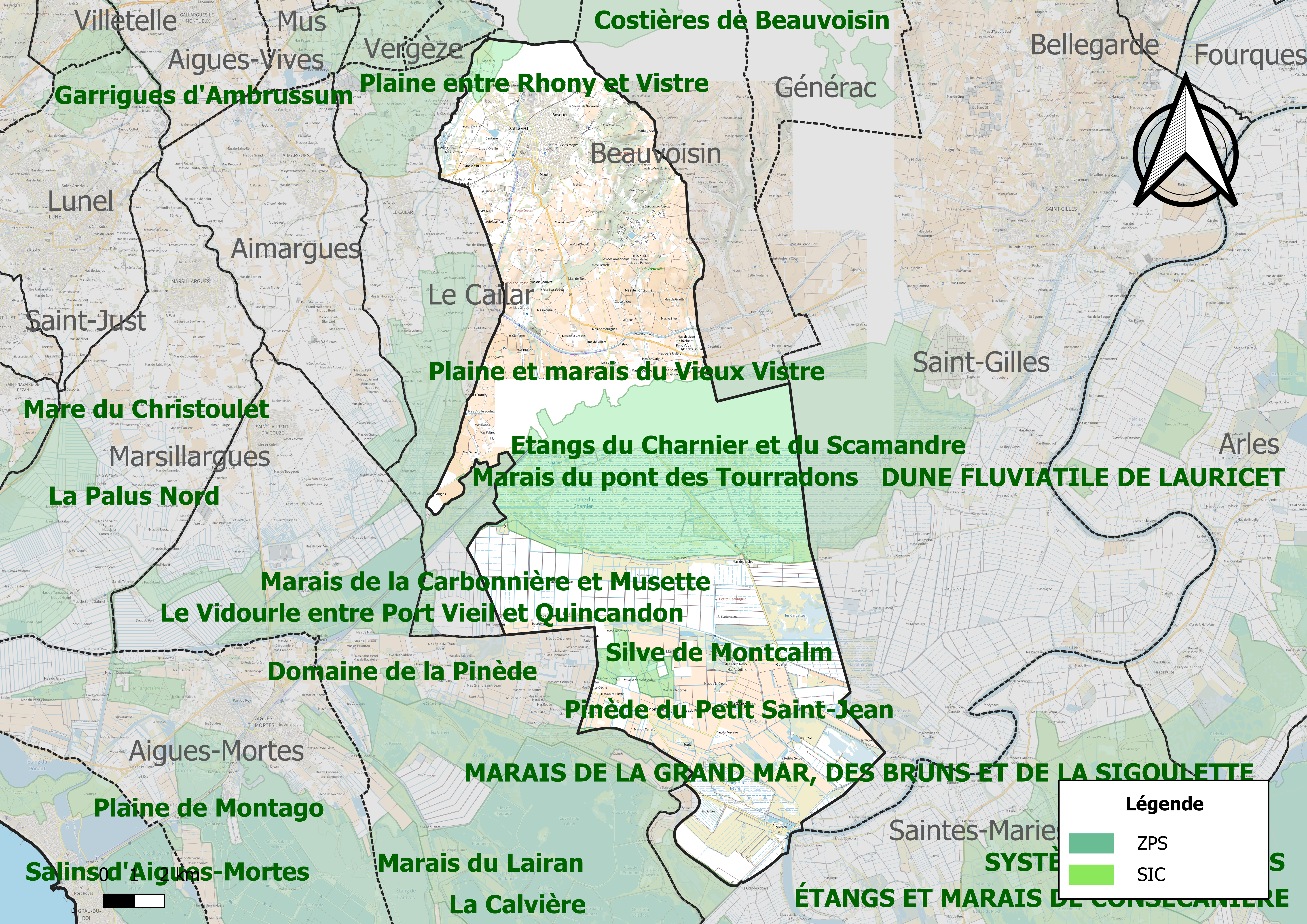
Sites Natura 2000 sur le territoire communal.

Le réseau Natura 2000 est un réseau écologique européen de sites naturels d'intérêt écologique élaboré à partir des directives habitats et oiseaux, constitué de zones spéciales de conservation (ZSC) et de zones de protection spéciale (ZPS).
Deux sites Natura 2000 ont été définis sur la commune au titre de la directive habitats :
- « le Petit Rhône », d'une superficie de 806 ha, un site de grande importance pour la remontée des poissons migrateurs, parfaitement complémentaire du Grand Rhône[19] ;
- la « petite Camargue », d'une superficie de 34 412 ha, une grande zone humide littorale indissociable de la Camargue provençale. Il comprend deux ensembles très intéressants : d'une part une zone laguno-marine avec un important massif dunaire actif avec de nombreuses dunes vives et fixées dont certaines boisées (Genévriers et Pins pignons) et d'autre part une zone fluvio-lacustre constituée de marais et d'étangs doux à saumâtres[20].

Et deux au titre de la directive oiseaux :
- le « Camargue gardoise fluvio-lacustre », d'une superficie de 5 728 ha, comprenant une vaste zone (2 600 ha) de marais dulçaquicoles constituée par les étangs du Charnier, du Grey et du Scamandre ceinturés par la plus vaste étendue de roselières de la région (1 760 ha)[21] ;
- les « costières nîmoises », d'une superficie de 13 479 ha, qui accueillait, en 2004, 300 mâles chanteurs, soit 60% des mâles reproducteurs de la région et près du quart des mâles reproducteurs en France[22].

#### Zones naturelles d'intérêt écologique, faunistique et floristique
L’inventaire des zones naturelles d'intérêt écologique, faunistique et floristique (ZNIEFF) a pour objectif de réaliser une couverture des zones les plus intéressantes sur le plan écologique, essentiellement dans la perspective d’améliorer la connaissance du patrimoine naturel national et de fournir aux différents décideurs un outil d’aide à la prise en compte de l’environnement dans l’aménagement du territoire.
Six ZNIEFF de type 1 sont recensées sur la commune :
- les « Corbières occidentales » (728 ha), couvrant 2 communes du département[24] ;
- les « étangs du Charnier et du Scamandre » (4 301 ha), couvrant 4 communes du département[25] ;
- les « étangs et dunes de Petite Camargue » (3 435 ha), couvrant 3 communes dont 1 dans les Bouches-du-Rhône et 2 dans le Gard[26] ;
- le « marais du pont des Tourradons » (157 ha), couvrant 2 communes du département[27] ;
- la « plaine entre Rhony et Vistre » (1 232 ha), couvrant 6 communes du département[28] ;
- la « silve de Montcalm » (157 ha)[29] ;

et deux ZNIEFF de type 2, :
- la « Camargue fluvio-lacustre et laguno-marine » (82 788 ha), couvrant 8 communes dont 2 dans les Bouches-du-Rhône et 6 dans le Gard[30] ;
- le « Camargue gardoise » (42 422 ha), couvrant 12 communes dont 11 dans le Gard et 1 dans l'Hérault[31].

Carte des ZNIEFF de type 1 et 2 à Vauvert.
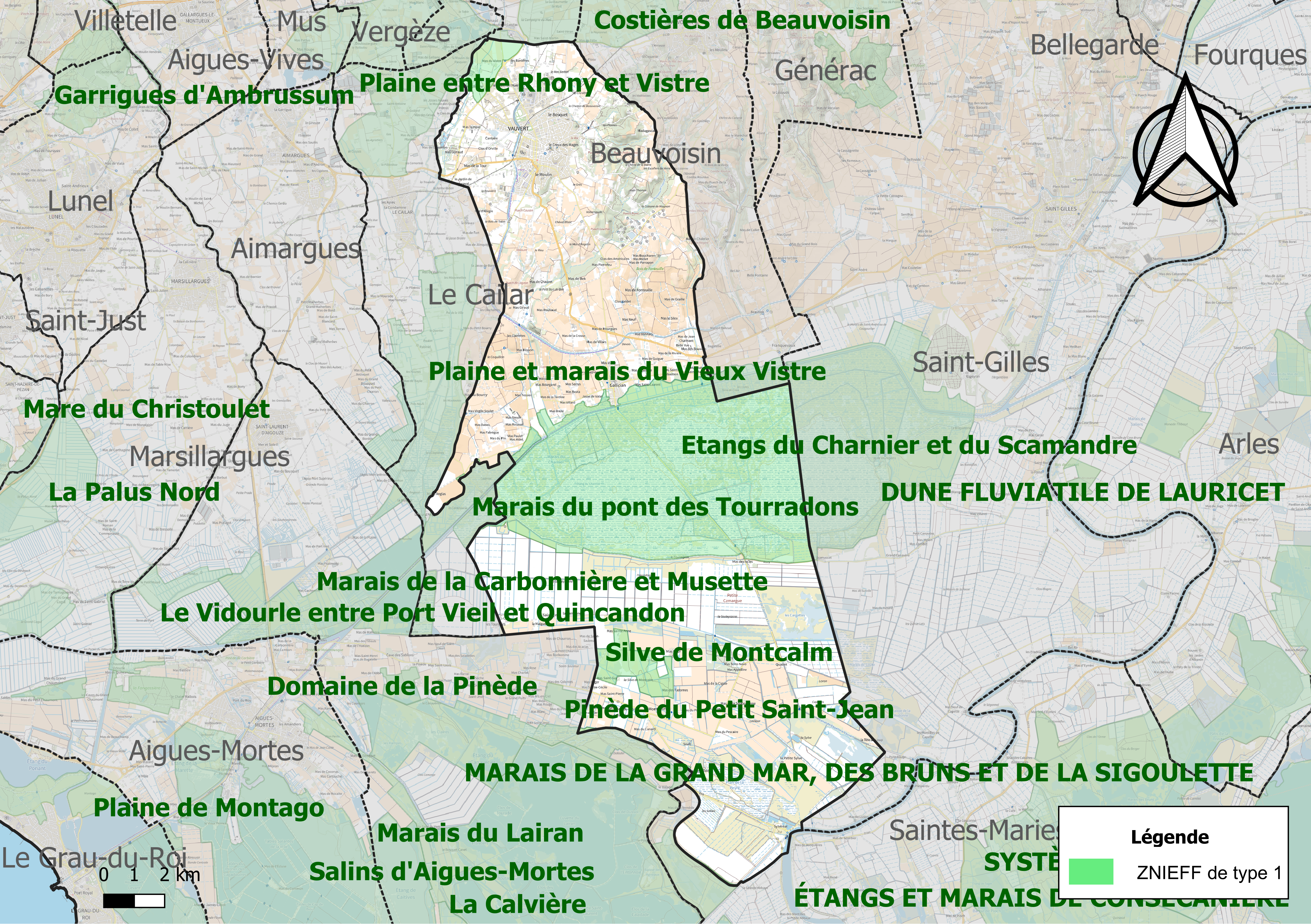
Carte des ZNIEFF de type 1 sur la commune.
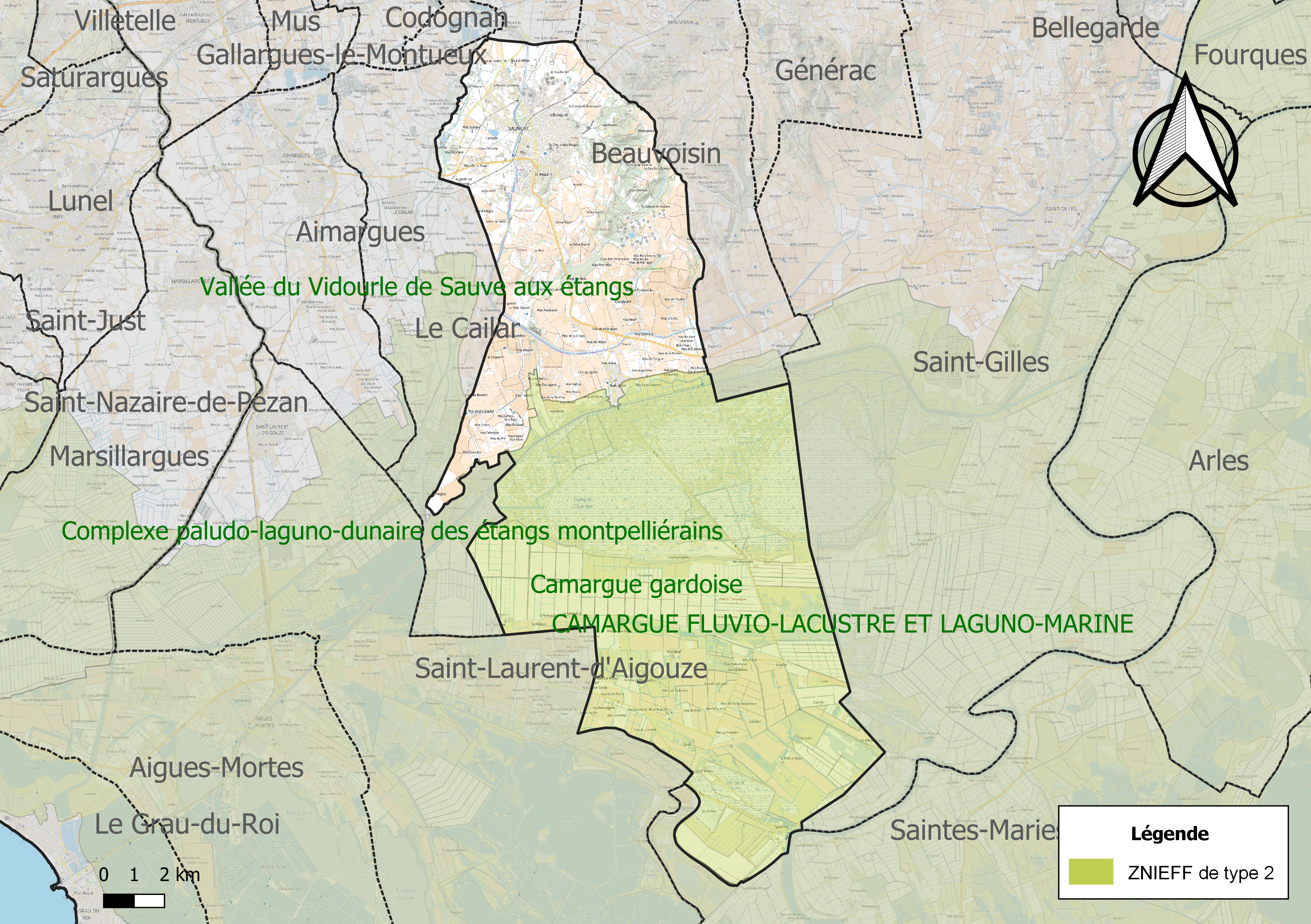
Carte des ZNIEFF de type 2 sur la commune.

## Urbanisme

### Typologie
Au 1er janvier 2024, Vauvert est catégorisée centre urbain intermédiaire, selon la nouvelle grille communale de densité à sept niveaux définie par l'Insee en 2022.
Elle appartient à l'unité urbaine de Vauvert, une unité urbaine monocommunale constituant une ville isolée,. Par ailleurs la commune fait partie de l'aire d'attraction de Nîmes, dont elle est une commune de la couronne,. Cette aire, qui regroupe 92 communes, est catégorisée dans les aires de 200 000 à moins de 700 000 habitants,.
La commune, bordée par l'estuaire du Rhône, est également une commune littorale au sens de la loi du 3 janvier 1986, dite loi littoral. Des dispositions spécifiques d’urbanisme s’y appliquent dès lors afin de préserver les espaces naturels, les sites, les paysages et l’équilibre écologique du littoral, tel le principe d'inconstructibilité, en dehors des espaces urbanisés, sur la bande littorale des 100 mètres, ou plus si le plan local d’urbanisme le prévoit.

### Occupation des sols

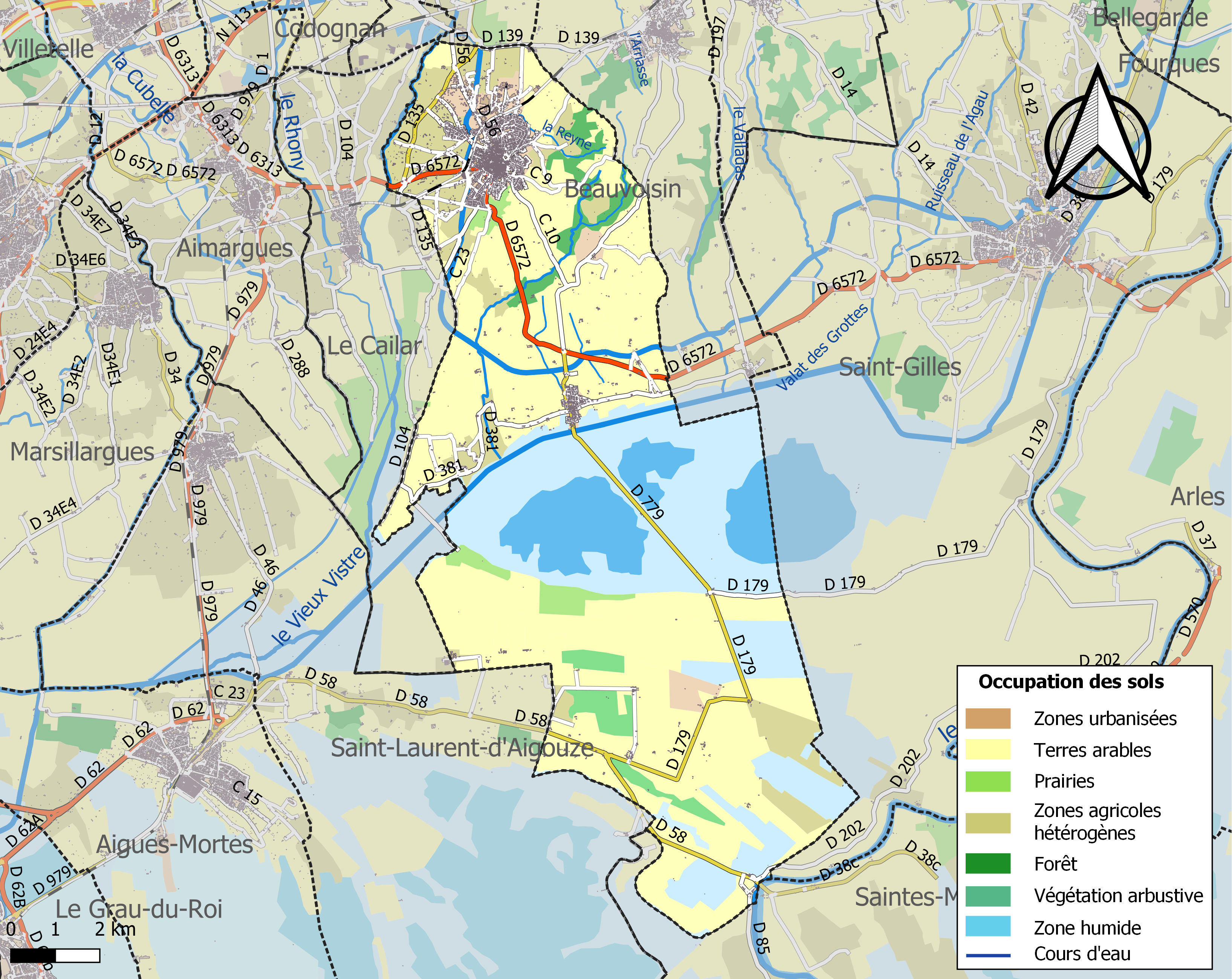
Carte des infrastructures et de l'occupation des sols de la commune en 2018 (CLC).

L'occupation des sols de la commune, telle qu'elle ressort de la base de données européenne d’occupation biophysique des sols Corine Land Cover (CLC), est marquée par l'importance des territoires agricoles (60,7 % en 2018), en diminution par rapport à 1990 (62,7 %). La répartition détaillée en 2018 est la suivante : cultures permanentes (33,9 %), zones humides intérieures (21,9 %), terres arables (15,1 %), zones agricoles hétérogènes (10,1 %), eaux continentales (7,6 %), zones urbanisées (2,9 %), forêts (2,1 %), milieux à végétation arbustive et/ou herbacée (2,1 %), zones industrielles ou commerciales et réseaux de communication (1,6 %), prairies (1,6 %), espaces verts artificialisés, non agricoles (0,6 %), zones humides côtières (0,4 %). L'évolution de l’occupation des sols de la commune et de ses infrastructures peut être observée sur les différentes représentations cartographiques du territoire : la carte de Cassini (XVIIIe siècle), la carte d'état-major (1820-1866) et les cartes ou photos aériennes de l'IGN pour la période actuelle (1950 à aujourd'hui).

### Lieux-dits, hameaux et écarts
- Gallician
- Sylvéréal
- Montcalm
- Quatret
- Les Iscles
- La Laune

### Risques majeurs
Le territoire de la commune de Vauvert est vulnérable à différents aléas naturels : météorologiques (tempête, orage, neige, grand froid, canicule ou sécheresse), inondations, feux de forêts, mouvements de terrains et séisme (sismicité très faible). Il est également exposé à trois risques technologiques,  le transport de matières dangereuses et  le risque industriel et la rupture d'un barrage. Un site publié par le BRGM permet d'évaluer simplement et rapidement les risques d'un bien localisé soit par son adresse soit par le numéro de sa parcelle.

#### Risques naturels
La commune fait partie du territoire à risques importants d'inondation (TRI) de Nîmes, regroupant 20 communes soumises aux aléas de ruissellement pour la commune de Nîmes et de débordements de cours d’eau, notamment du Vistre, d'un de ses affluents, le Rhôny, et plus à la marge du Rhône, à l’aval, un des 31 TRI qui ont été arrêtés fin 2012 sur le bassin Rhône-Méditerranée. Les événements significatifs passés relatifs à la Vistre sont des crues rapides et violentes, qui causent d’importants dégâts, voire des pertes humaines (octobre 1988, septembre 2002, décembre 2003, septembre 2005 notamment). Concernant le Rhôny, les principales crues recensées à Codognan ont eu lieu en 1845, 1933, 1945, 1958, 1963, 1976, 1987 et en octobre 1988. Cette dernière est la plus importante et marquante pour la population nîmoise. Des cartes des surfaces inondables ont été établies pour trois scénarios : fréquent (crue de temps de retour de 10 ans à 30 ans), moyen (temps de retour de 100 ans à 300 ans) et extrême (temps de retour de l'ordre de 1 000 ans, qui met en défaut tout système de protection),. La commune a été reconnue en état de catastrophe naturelle au titre des dommages causés par les inondations et coulées de boue survenues en 1982, 1983, 1988, 1994, 1995, 1999, 2002, 2003, 2005, 2018 et 2021,.

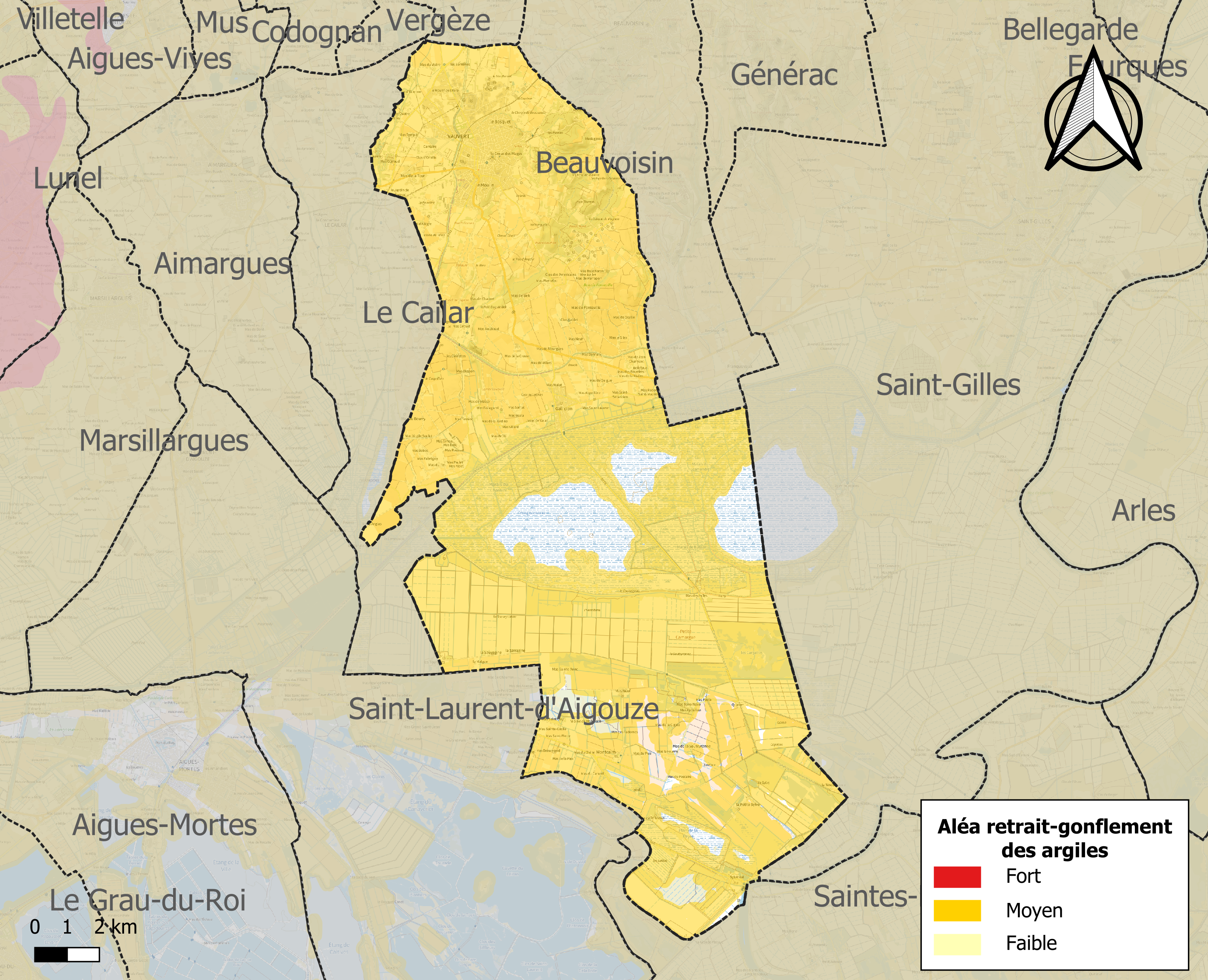
Carte des zones d'aléa retrait-gonflement des sols argileux de Vauvert.

La commune est vulnérable au risque de mouvements de terrains constitué principalement du retrait-gonflement des sols argileux. Cet aléa est susceptible d'engendrer des dommages importants aux bâtiments en cas d’alternance de périodes de sécheresse et de pluie. 90,8 % de la superficie communale est en aléa moyen ou fort (67,5 % au niveau départemental et 48,5 % au niveau national). Sur les 3 497 bâtiments dénombrés sur la commune en 2019, 3492 sont en aléa moyen ou fort, soit 100 %, à comparer aux 90 % au niveau départemental et 54 % au niveau national. Une cartographie de l'exposition du territoire national au retrait gonflement des sols argileux est disponible sur le site du BRGM,.
Par ailleurs, afin de mieux appréhender le risque d’affaissement de terrain, l'inventaire national des cavités souterraines permet de localiser celles situées sur la commune.
Concernant les mouvements de terrains, la commune a été reconnue en état de catastrophe naturelle au titre des dommages causés par la sécheresse en 2012, 2016 et 2017, par des mouvements de terrain en 1983 et par des glissements de terrain en 1988.

#### Risques technologiques
La commune est exposée au risque industriel du fait de la présence sur son territoire d'une entreprise soumise à la directive européenne SEVESO.
Le risque de transport de matières dangereuses sur la commune est lié à sa traversée par des infrastructures routières ou ferroviaires importantes ou la présence d'une canalisation de transport d'hydrocarbures. Un accident se produisant sur de telles infrastructures est en effet susceptible d’avoir des effets graves au bâti ou aux personnes jusqu’à 350 m, selon la nature du matériau transporté. Des dispositions d’urbanisme peuvent être préconisées en conséquence.
La commune est en outre située en aval des barrages de Sainte-Croix et de Serre-Ponçon, deux ouvrages de classe A. À ce titre elle est susceptible d’être touchée par l’onde de submersion consécutive à la rupture d'un de ces ouvrages.

## Toponymie
Le domaine Montcalmès est attesté sous les formes :
- Montecalmense en 814 (Regesta Imperii = BM I, no. 0522) ;
- Monscalmus en 815 (BM no. 0580) ;
- Monte Calmense en 852/853 (Dipl. Charles II, no. 0155) ;
- Vauvert est attestée sous la forme Vallis viridis en 1308, la « vallée verte ».

## Histoire

### Préhistoire
Les hommes s'installèrent à Vauvert dès la Préhistoire. Dans plusieurs sites on a découvert des objets préhistoriques ainsi qu'un squelette datant de la Préhistoire.

### Moyen Âge

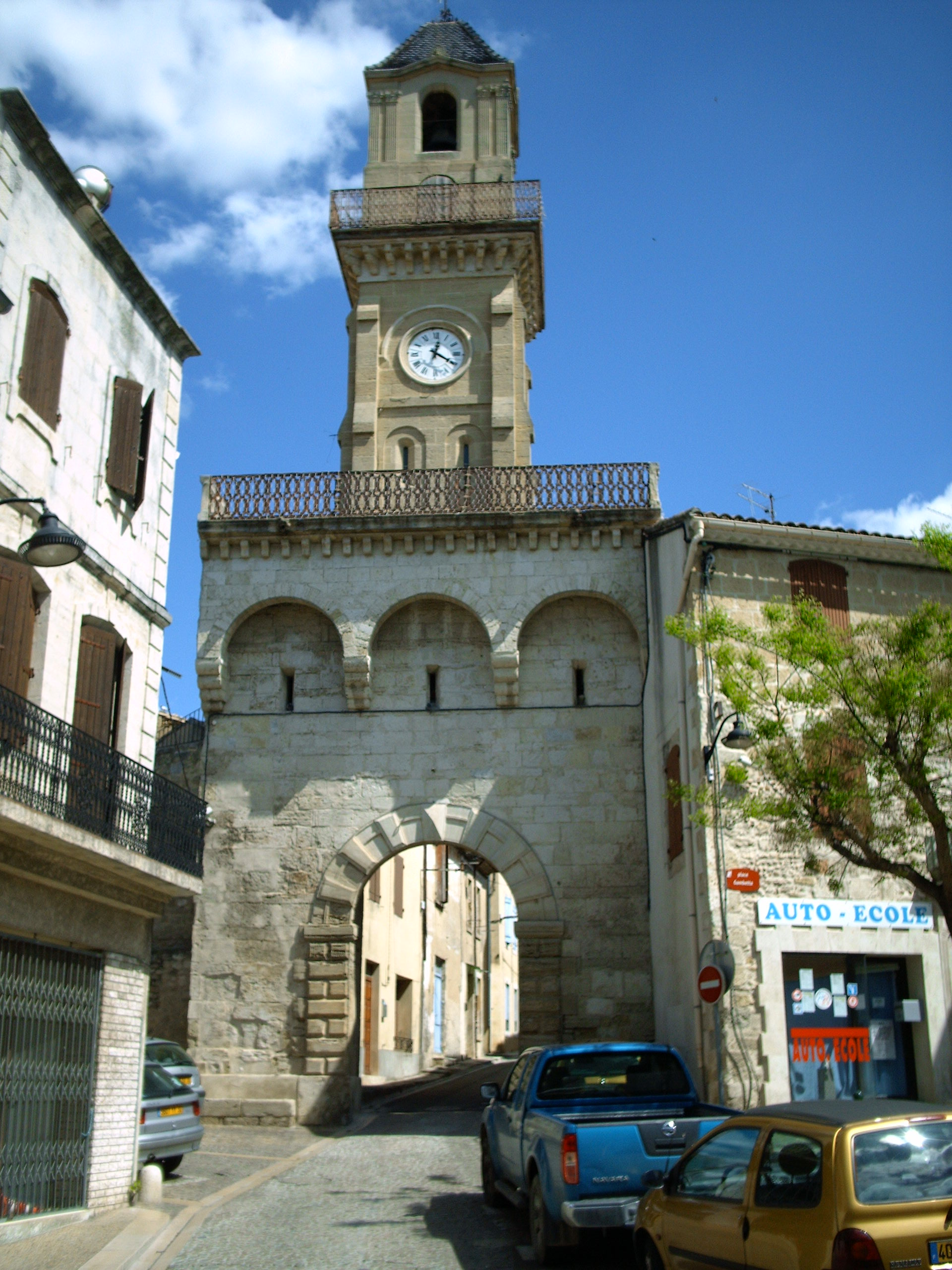
Porte de Saint Gilles, base de l’actuelle tour de l’horloge

Appelée Posquières au Moyen Âge, la cité connut un grand renom. La cité et son château étaient bâtis sur la colline dite le Castelas. Le site était déjà occupé dans l'Antiquité puisque des vestiges d'une villa romaine y ont été découverts. Les origines du fief de Posquières se situent vraisemblablement au VIe ou au VIIe siècle. Le premier document écrit fiable qui mentionne l'existence de Rostaing Ier, seigneur de Posquières, date de 1066. L’étymologie du mot Posquières a fait l'objet de controverses chez les historiens de la commune. Une recherche publiée en 1998 dans le Bulletin de la Société d'Histoire de Posquières-Vauvert montre qu'une altération phonétique du B et du P permet d'avancer que Posquières dérive du latin et de l'hébreu boscus+ariae (boscariae) c'est-à-dire l'endroit où l'on trouve des bois.
Posquières était une cité où vivait une communauté juive relativement importante. Les juifs s'installent progressivement vers le VIIIe siècle et leur population s'accroît en 1140 avec l'exil des juifs andalous fuyant les persécutions almohades. En 1165, le voyageur itinérant juif, Benjamin de Tudèle, évaluait cette population à 40 familles, ce qui peut représenter approximativement 200 à 250 habitants. Au XIIIe siècle, la communauté a pu compter jusqu’à 400 habitants, soit une estimation d’un tiers de la population du bourg. À Posquières, les juifs vivaient dans le quartier situé sur les versants sud et sud-est de la colline, à l’extérieur des murailles du château. Plusieurs noms de rue attestent de cette présence de la communauté juive de Posquières devenue Vauvert : la rue des Juifs, la rue des Bonnets carrés, notamment. Un fragment d'un des piliers de la synagogue a été trouvé dans la cour de la maison où se trouvait l'édifice religieux. On a trouvé également une sculpture réemployée sur la façade d'une maison.
La communauté juive de Posquières est restée célèbre pour sa contribution à la naissance de la kabbale juive, notamment par les rabbins Abraham ben David (Rabad III) et son fils Isaac l'Aveugle, en liaison avec Jacob ben Shaul ha-Nazir de Lunel, attiraient des savants juifs d'Espagne et ont laissés des livres encore commentés.
Située au creux d'un vallon nommé Vallis viridis (c'est-à-dire vallée verdoyante, qui donnera ensuite Vauvert), l'église de Notre-Dame de la Vallée verte était le lieu d'un pèlerinage parmi les plus notables de France, tout juste après celui de Notre-Dame de Boulogne. Les pèlerins de Saint-Jacques-de-Compostelle s'y arrêtaient. L'église Notre-Dame était alors reconnue dans tout le royaume de France. On y faisait des diableries, sortes de mystères théâtralisés qui faisaient intervenir Satan. En 1254, le sire de Joinville, chroniqueur du roi Louis IX, rapporte qu'un chevalier tombé à la mer fut miraculeusement sauvé par Notre Dame de Vauvert. Le roi se rendit à Vauvert pour remercier la Vierge et ordonna la construction d'un hôpital qui se situait entre les rues Carnot, des Juifs et Plegnol. La petite place formée par le carrefour de ces rues s’appelait autrefois place Saint-Louis, en souvenir de la visite du roi. La porte à l’angle de la rue Voltaire et de la rue Carnot appelée « Porte St Louis » est une porte de style Louis XIII, elle ne date donc pas du XIIIe siècle, et n’est pas la porte de l’ancienne maladrerie ou hôpital, qui se situait de l’autre côté du carrefour. Des travaux d’embellissement de l'hôpital sont effectués et financés par Jacques Ier d'Aragon, l'architecte est Martin de Lonay. On y construit une église, c'est le même qui est à l'origine de l'abbatiale de Saint Gilles. En juin 1270, Louis IX fait étape à Vauvert avant de partir de nouveau en croisade ; il dort dans la maladrerie quelques mois avant son décès.
Entre 1292 et 1299, Héthoum de Korikos aurait fait un pèlerinage à Notre-Dame de Vauvert, sans qu'on puisse savoir s'il s'agit du Vauvert de Paris ou du Vauvert gardois. En 1305, Vauvert accueille le pape Clément V, puis Guillaume de Nogaret en 1311. Le roi Charles IV le Bel, après avoir battu les Flamands, oblige 300 d'entre eux à effectuer des pèlerinages. Cent de ces pèlerins sont dirigés vers Saint-Gilles et Vauvert. Impressionnés par les représentations théâtrales données sur le parvis de l'église, appelées « diableries » (mystères qui font intervenir Satan), ils parleront longtemps, à leur retour, du diable de Vauvert, comme d'une chose fantastique mais située très loin : « au diable Vauvert ».
Les Juifs sont chassés de Posquières-Vauvert en 1306 par Philippe le Bel et migrent vers Tarascon, puis vers le Comtat Venaissin (Avignon) qui était terre du Pape. Pendant les XIVe et XVe siècles, Vauvert reste réputée pour son pèlerinage de la Vierge : l'église est agrandie fréquemment pour accueillir toujours plus de pèlerins ; elle est considérée comme la plus belle du Languedoc. Mais dès le XVIe siècle, des documents révèlent la ruine du château et la dégradation de l'église. En 1538, Vauvert accueille le roi François Ier et toute sa cour.

### Époque moderne
Vauvert est touchée par les guerres de religion au XVIe siècle. En septembre 1562, les réformés battent les catholiques dans la plaine de Saint-Gilles et détruisent l'abbatiale de cette ville. À Vauvert, 30 prêtres et fidèles sont massacrés, le cimetière usurpé, tous les édifices religieux sont détruits (2 églises, 10 chapelles, 4 prieurés ruraux), la cure (presbytère) est détruite et remplacée par un immeuble pour loger les pasteurs protestants. Les seuls vestiges clairement identifiés qu’il reste de l'église de Vauvert sont : une tête de gargouille qui a été incluse, comme élément décoratif, dans le mur de la maison à l’angle de la rue Voltaire et de la rue Broussan et une autre sculpture visible au no 50 de la rue des Juifs. Dans le but de restaurer l'autorité royale meurtrie par les conflits religieux, et afin de réconcilier catholiques et protestants, la régente Catherine de Médicis organise le Grand tour de France de Charles IX et sa cour entre 1564 et 1566. Après s'être arrêté à Nîmes pendant deux jours, et après avoir visité le pont du Gard pour y assister à des spectacles de nymphées, le roi fait étape à Vauvert les 14 et 15 décembre 1564. Il y dîne et y dort, et poursuit son périple en se rendant à Aigues-Mortes. Dans les années 1590-1600, les remparts sont reconstruits et une nouvelle église bâtie mais en 1622 nouvelle destruction de la cité, le château est rasé. Dans les années 1650-1670, Vauvert retrouve peu à peu son église et son presbytère inaugurés en 1689 : c'est l'actuelle église. Lors de la Révocation de l'édit de Nantes, en 1685, par Louis XIV, le temple situé sur l'actuelle place de la Révolution est détruit.
La cité fut violemment marquée comme le 22 mars 1702 où quatorze camisards sont condamnés aux galères perpétuelles, trois filles fouettées et un jeune homme nommé Petit-Marc, accusé d'être le prédicateur, est pendu devant l'église le 3 juin. L'église est incendiée. On décide de protéger la ville de remparts, dont il ne reste actuellement que la porte de Saint Gilles. En janvier 1703, le comte de Broglie passe par Vauvert. En septembre 1707, Baville fait condamner des protestants à Vauvert.
Avec la révocation de l'édit de Nantes, les protestants se cachèrent. Ils se réunissaient alors dans les bois des alentours et peut-être dans les souterrains de la ville qui permettaient de relier l'ancien château à la fontaine de l'Espérion. Ces souterrains servirent d'échappatoire pour les protestants vauverdois pour célébrer leur culte. Quelques vestiges de ces souterrains ont été découverts lors des travaux de la rue Carnot. Malgré les guerres de religion et la diffusion de la Réforme dans la région, Vauvert reste une étape incontournable du pèlerinage vers Saint-Jacques-de-Compostelle tout comme Arles et Saint-Gilles. Nous connaissons tout particulièrement le récit de voyage de Nicolas Albani, pèlerin napolitain qui, en 1743, se rend à St Jacques à partir d'Arles et passe donc à Vauvert, à une période où la peste touche la Provence.
Commencée en 1812, la construction du grand temple protestant par l'architecte Charles Durand fut achevée en 1816. L'édifice de style néoclassique avec vaste portique à colonnes en forme d'hémicycle contenant près de 2 000 places, fut inauguré par le préfet en 1819. En 1868, une scission divisa la communauté protestante de Vauvert et une partie de ses membres se rattacha à l'église réformée évangélique, professant une théologie plus « orthodoxe ». Celle-ci fit construire un temple, inauguré en 1869, qu'on désigna à Vauvert comme le Petit Temple.
Jusque dans la seconde moitié du XXe siècle, le cimetière resta divisé par un mur séparant les sépultures catholiques et protestantes.

### Époque contemporaine

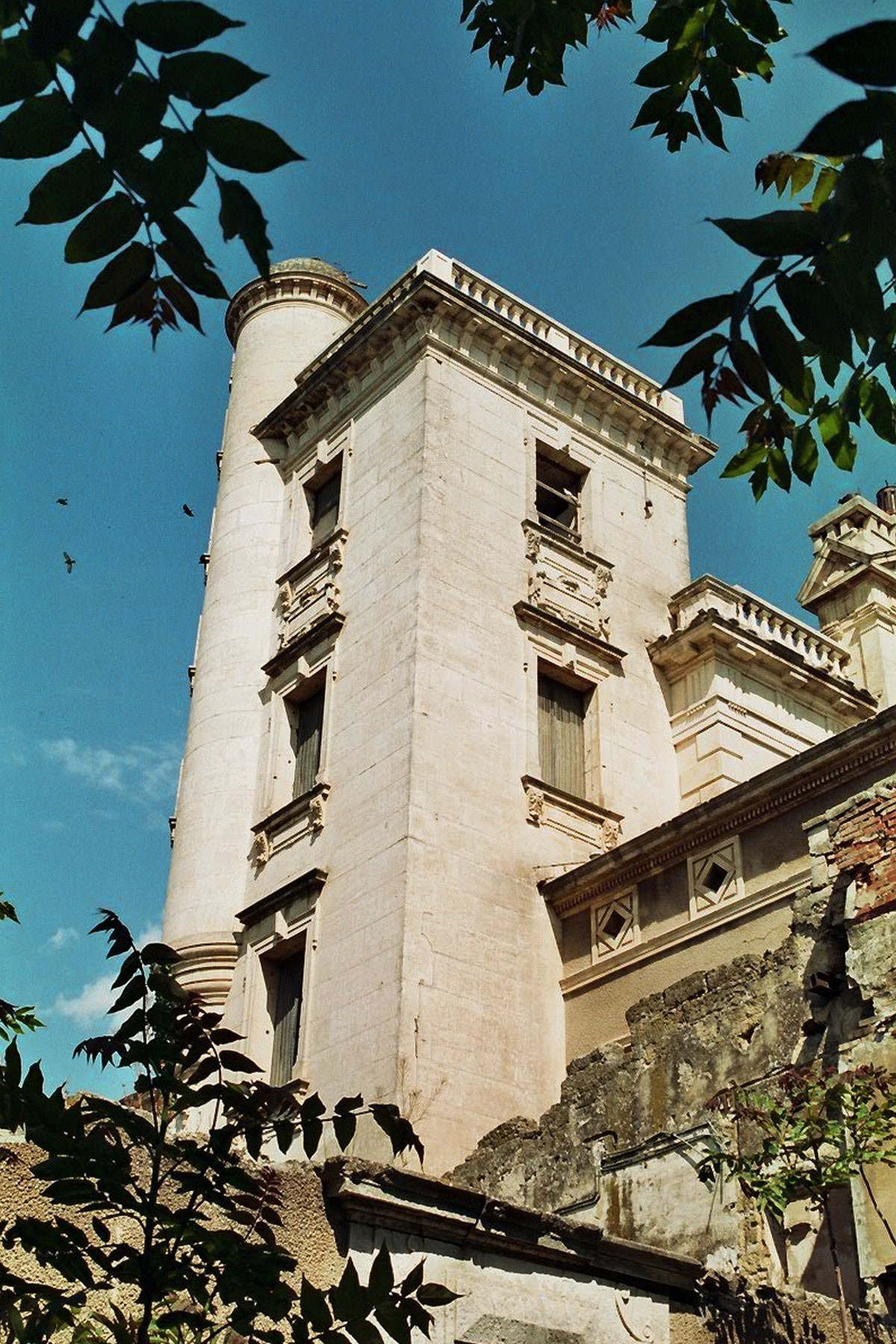
Château de Montcalm (XIXe siècle) à Vauvert (Gard).

Le Marquis de Montcalm, célébrité française à Québec, fut baptisé en l'église de cette ville. Vauvert donna son nom, pour une raison encore inconnue, à un lieu-dit sur la commune de Dolbeau-Mistassini au bord du Lac Saint-Jean au Québec.
À la seconde moitié du XIXe siècle, Vauvert connaît un fort développement lié à la viticulture. Un patrimoine civil illustre cet apogée économique : construction de l'hôtel-de-ville avec sa riche façade qui évoque l’embellissement du village en 1860, de belles demeures bourgeoises (rue de Saint-Gilles), un ancien cinéma et un ancien théâtre sur la place Montcalm, un parc sur l'actuel emplacement des arènes Jean-Brunel, ou encore les arènes construites par Louis Valentin au pied de la colline du Castellas et inaugurées en juillet 1898. Ce notable vauverdois organisait, dans ses arènes, des concerts lyriques. D'ailleurs, deux statues à l'entrée des arènes rappelaient les deux muses. C'est donc à partir de cette époque que les Vauverdois se passionnèrent pour l'art lyrique dont certains en ont fait carrière : Jean-Lemestin Broussan (baryton et directeur de l'Opéra de Paris[réf. nécessaire]), Jean-François Villaret (ténor de Camille Saint-Saëns), Chantal Bastide, Patrick Ivorra et Valentine Lemercier ayant actuellement une carrière internationale. Les anciennes arènes Valentin, de forme rectangulaire, accueillaient également un théâtre et le cinéma « Le Lux » jusque dans les années 1970 où il sera incendié. C'est également sous le Second Empire qu'apparaissent les premiers jeux taurins assimilés à ce que nous appellerons la course camarguaise. Ces jeux se pratiquaient sur des « plans » (arènes aménagées de charrettes sur une place) comme celui du Jeu de Ballon. Avec la levée de l'interdiction des courses de taureaux, des manadiers et des éleveurs s'installèrent en Petite-Camargue. Petit à petit, les taureaux portaient des attributs patriotiques.
C'est à cette même époque que Vauvert connaît un schisme parmi la communauté protestante. Après des siècles de luttes, la philosophie des Lumières du XVIIIe siècle avait exercé une profonde influence sur le protestantisme français. Au début du XIXe siècle, se produisit un mouvement religieux puissant appelé le Réveil qui rétablit les fondements essentiels de la foi chrétienne. Les Églises connurent des dissidences. Certains membres conservèrent la tendance dite libérale tandis que d'autres optèrent pour la tendance orthodoxe dite évangélique. En 1867, cette séparation des protestants toucha Vauvert. On aménagea un local situé sur la route de Nîmes et appelé le « Bouaou » pour accueillir la tendance orthodoxe tandis que le « Grand temple » réunissait la tendance libérale. Attirant de plus en plus de fidèles évangéliques, il fut décidé de construire le temple de l'Oratoire dit « Petit Temple », financé par 19 notables vauverdois et inauguré au printemps 1869. On tenta une réconciliation de la communauté protestante en 1938 mais en vain. Les protestants évangéliques achetèrent un presbytère sur l'ancien emplacement de la Poste.
À partir de la fin du XIXe siècle, la plaine languedocienne devint un espace au solde migratoire important. La viticulture attirait les travailleurs saisonniers venus de Lozère, d'Ardèche, des Cévennes, du Vaucluse et d'Auvergne. D'autres immigrants s'installèrent définitivement dans la région comme les Italiens plus nombreux que les Espagnols jusqu'à la Grande Guerre (1914-1918) dans le Gard (56,6 % des étrangers contre 16,6 % pour les Espagnols). Les Espagnols travaillaient plutôt dans l'agriculture tandis que les Italiens se faisaient embaucher dans les métiers liés à la mine, aux carrières, au bâtiment et aux métiers de la pêche. Étant donné l'importance de la viticulture et de l'élevage de taureaux à Vauvert, sur les Costières et cœur de la Petite-Camargue, on peut émettre l'hypothèse que les Espagnols furent plus nombreux à s'y installer que les Italiens préférant le littoral (Aigues-Mortes pour les salins du Midi et Grau-du-Roi pour la pêche).
Après enquête, le préfet du régime de Vichy décide de maintenir Antoine Bonnaud, le maire, suspecté pour son attitude équivoque. Il est néanmoins suspendu quelques années plus tard, en 1943, et remplacé par Jean Sabadel ; collaborationiste, il est exécuté par la Résistance en août 1944.
Dans les années 1960-1970, Vauvert accueille une importante immigration maghrébine, d'anciens harkis et enfants d'immigrés venus travailler dans les champs environnants, puis victimes du chômage et de l'exclusion à partir des années 1980. C'est dans ces mêmes années que sont construits plusieurs bâtiments publics comme l'ancien Collège de Vauvert (actuelle école Jean-Macé) en 1951 puis les nombreux ouvrages remarquables réalisés par l'entreprise vauverdoise Pierre Valette : le foyer communal de Gallician (1958), la piscine municipale (1969), la poste de Vauvert (1971), le centre culturel Robert Gourdon (1979) et l'aménagement des jardins du Castellas. Tous ces projets sont reconnaissables par leur architecture associant béton et pierre du Pont-du-Gard.
En mai 1999, des émeutes éclatent après la mort de Mounir Oubajja tué par un habitant du quartier. Des commerces et des véhicules sont incendiés et vandalisés dans tout le centre-ville après de nombreuses années d'échauffourées et de tensions communautaires entre la vieille-ville et sa cité du Bosquet. La plaine de la Vistrenque, accueillit une immigration Hmong ou Miao, peuple d'Asie originaire des régions montagneuses du sud de la Chine (région de Guizhou), du nord du Viêt Nam et du Laos. S'alliant aux Français pendant la guerre d'Indochine, entre 8 000 et 10 000 Hmong du Laos reçurent l'autorisation de s'installer en France. Certains d'entre eux s'établirent à Vauvert.
Au cours du dernier tiers du XXe siècle, Vauvert a connu d'intenses et rapides mutations économiques et sociales. Avec la fin de la monoculture de la vigne, le développement important d'activités industrielles et commerciales, l'urbanisation, l'accroissement rapide de la population, la construction d'équipements sociaux, sportifs et culturels, la commune a changé de visage. Ces mutations et ces innovations qui se sont prolongées dans les deux premières décennies du XXIe siècle ont confirmé Vauvert dans son statut de principale ville du sud du département du Gard.

## Politique et administration

### Administration municipale
Le conseil municipal de Vauvert comprend 33 membres, dont le maire, 9 adjoints et 23 conseillers municipaux.
Depuis les élections municipales de 2020, sa composition est la suivante :

### Liste des maires
| Période        | Période      | Identité       | Étiquette                      | Qualité |
| -------------- | ------------ | -------------- | ------------------------------ | --- |
| avril 1945     | juillet 1979 | Robert Gourdon | SFIO puis PSU puis CIR puis PS | Avocat puis directeur administratif Député du Gard (1948 → 1958) Conseiller général de Vauvert (1958 → 1979) Président du conseil général (1973 → 1979) Conseiller régional du Languedoc-Roussillon (1973 → 1979) Décédé en fonction                                                    |
| 1979           | mars 1983    | Albert Richard | PS                             | Enseignant, ancien déporté Conseiller général de Vauvert (1979 → 1982) |
| mars 1983      | mars 1989    | Pierre André   | UDF-PR                         | Professeur de mathématiques Conseiller général de Vauvert (1992 → 1998) |
| mars 1989      | juillet 2002 | Guy Roca       | PS                             | Responsable de gestion Suppléant du député Jean-Marie Cambacérès (1988 → 1993) Mandat écourté après l'annulation du scrutin de 2001 par le Conseil d'État |
| septembre 2002 | mars 2014    | Gérard Gayaud  | UMP                            | Cadre Maire de Rauret (Haute-Loire) (2020 → ) Élu lors d'une élection municipale partielle, |
| mars 2014      | octobre 2014 | Jean Denat     | PS                             | Professeur de technologie Conseiller général de Vauvert (1998 → 2015) Président du Pays Vidourle-Camargue (2005 → 2015) Démissionnaire à la suite de son élection comme président du conseil général                                                                                    |
| octobre 2014,  | avril 2015   | Katy Guyot     | PS                             | Cadre de la fonction publique Première adjointe au maire (2014 et 2015 → ) Conseillère régionale d'Occitanie (2021 → ) Démissionnaire |
| avril 2015     | En cours     | Jean Denat     | PS                             | Professeur de technologie Premier adjoint au maire (2014 → 2015) Conseiller général de Vauvert (1998 → 2015) Président du conseil général (2014 → 2015) Président du Pays Vidourle-Camargue (2005 → 2015) 1er vice-président de la CC de Petite Camargue Réélu pour le mandat 2020-2026 |

### Canton
La commune est chef-lieu d'un canton qui dépend de l'arrondissement de Nîmes et de la deuxième circonscription du Gard.

### Intercommunalité
La commune appartient à la Communauté de communes de Petite-Camargue, dont elle abrite le siège.

### Jumelages
Valencina de la Concepción (Espagne)

## Équipements et services publics

### Enseignement
La ville de Vauvert possède trois écoles maternelles (Georges Pompidou, Coudoyer et Lucette Abauzit), quatre écoles primaires (Libération, Jean Macé, Pic d’Étienne et André Rougeon) et une école privée (Notre-Dame dite « école du Château »). Les hameaux de Gallician et de Montcalm possèdent également leur école élémentaire. La ville accueille le collège public La Vallée Verte et un collège privé, l'Institut Emmanuel-d'Alzon, situé au château de Vestric près de Vauvert. La ville était de nouveau candidate pour accueillir un lycée public depuis 2015, lycée que la ville n'avait pas obtenu en 1998 au profit de Milhaud. Toutefois, la présidente de la région Occitanie, Carole Delga, a décidé d'implanter ce lycée dans la ville de Sommières, faisant de la ville de Vauvert la grande perdante. C'est la seule ville gardoise de plus de 10 000 habitants n'ayant de pas de lycée sur sa commune. Ce lycée aurait ouvert ses portes en 2021 et aurait accueilli tous les élèves du sud-gardois. Les élèves de Vauvert et du sud-gardois continueront à se rendre au lycée de Milhaud, lycée de secteur.

### Sécurité
La commune est classée depuis 2012 en zone de sécurité prioritaire, avec renforcement des effectifs de la gendarmerie nationale. En effet, la commune « souffre plus
que d’autres d’une insécurité quotidienne et d’une délinquance enracinée » et « connaît depuis quelques années une dégradation importante de ses conditions de sécurité », ce qui a été identifié comme tel par le Ministère de l'Intérieur du Gouvernement Jean-Marc Ayrault, permettant ainsi à ce territoire de bénéficier de gendarmes supplémentaires.

## Population et société

### Démographie
L'évolution du nombre d'habitants est connue à travers les recensements de la population effectués dans la commune depuis 1793. Pour les communes de plus de 10 000 habitants les recensements ont lieu chaque année à la suite d'une enquête par sondage auprès d'un échantillon d'adresses représentant 8 % de leurs logements, contrairement aux autres communes qui ont un recensement réel tous les cinq ans,.

En 2022, la commune comptait 11 772 habitants, en évolution de +2,88 % par rapport à 2016 (Gard : +2,97 %, France hors Mayotte : +2,11 %).
| 1793  | 1800  | 1806  | 1821  | 1831  | 1836  | 1841  | 1846  | 1851  |
| ----- | ----- | ----- | ----- | ----- | ----- | ----- | ----- | ----- |
| 3 094 | 3 348 | 3 900 | 4 087 | 4 055 | 4 128 | 4 175 | 4 206 | 4 187 |

| 1856  | 1861  | 1866  | 1872  | 1876  | 1881  | 1886  | 1891  | 1896  |
| ----- | ----- | ----- | ----- | ----- | ----- | ----- | ----- | ----- |
| 4 463 | 4 758 | 5 129 | 5 137 | 4 766 | 4 100 | 4 008 | 4 292 | 4 375 |

| 1901  | 1906  | 1911  | 1921  | 1926  | 1931  | 1936  | 1946  | 1954  |
| ----- | ----- | ----- | ----- | ----- | ----- | ----- | ----- | ----- |
| 4 621 | 4 497 | 4 176 | 4 055 | 4 015 | 4 290 | 3 851 | 3 864 | 4 520 |

| 1962  | 1968  | 1975  | 1982  | 1990   | 1999   | 2006   | 2011   | 2016   |
| ----- | ----- | ----- | ----- | ------ | ------ | ------ | ------ | ------ |
| 5 031 | 6 345 | 7 472 | 9 103 | 10 296 | 10 261 | 10 853 | 11 200 | 11 442 |

| 2021   | 2022   | - | - | - | - | - | - | - |
| ------ | ------ | - | - | - | - | - | - | - |
| 11 774 | 11 772 | - | - | - | - | - | - | - |

### Sports et loisirs
La ville possède une piscine municipale ouverte uniquement en période estivale de juin à septembre. On compte une quarantaine d'associations sportives (athlétisme, rugby, foot, futsal, hand, volley, roller, basket, boxe, arts martiaux, pétanque, chasse, danse, culturisme, vélo, ping-pong, badminton, tir, gymnastique, judo, handisport, yoga, tennis, course camarguaise…) qui pratiquent leurs activités sur les différentes infrastructures sportives de la ville : centre culturel et sportif Robert Gourdon (gymnase, plusieurs salles de danse, de gym, de musculation et de combats), complexe sportif Léo Lagrange (4 stades, 3 terrains de tennis, terrain multi-sport, piscine, piste d'athlétisme, piste de skate, parcours de santé), stade et terrain multi-sport Robert Pradille, boulodrome Léon Soulier, halle des sports du collège La Vallée Verte, gymnase Jean Macé, salle de boxe Richard Caramanolis, salle de ping-pong Jacques Sécrétin et les différents terrains multi-sports de quartiers (Bosquet, Rougeon, Libération, Daudet, Gare).
Vauvert Futsal : créé en 2007, le club spécifique de futsal traditionnel, affilié à l'Association Française de futsal évolue en Kappa Ligue Futsal (niveau national), et dispose d'une réserve évoluant en championnat du Gard Élite. Le club a pris part à la Coupe des Champions UEFs en 2012 ainsi qu'à la coupe d'Europe UEFs en 2015. Le club a fourni également des internationaux au futsal AMF. Le club a remporté la coupe de France AMF en 2015 et fini vice-champion de France la même année.
En 2019, la Ville obtient un laurier au label « Ville Active et Sportive », récompense qui met en avant le dynamisme des communes dans le domaine sportif, notamment grâce aux équipements en accès libre, aux dispositifs et actions en faveur des habitants et des associations sportives. Ce label a été décerné à la Ville de Vauvert pour la période 2019-2021.

### Équipements sociaux et culturels

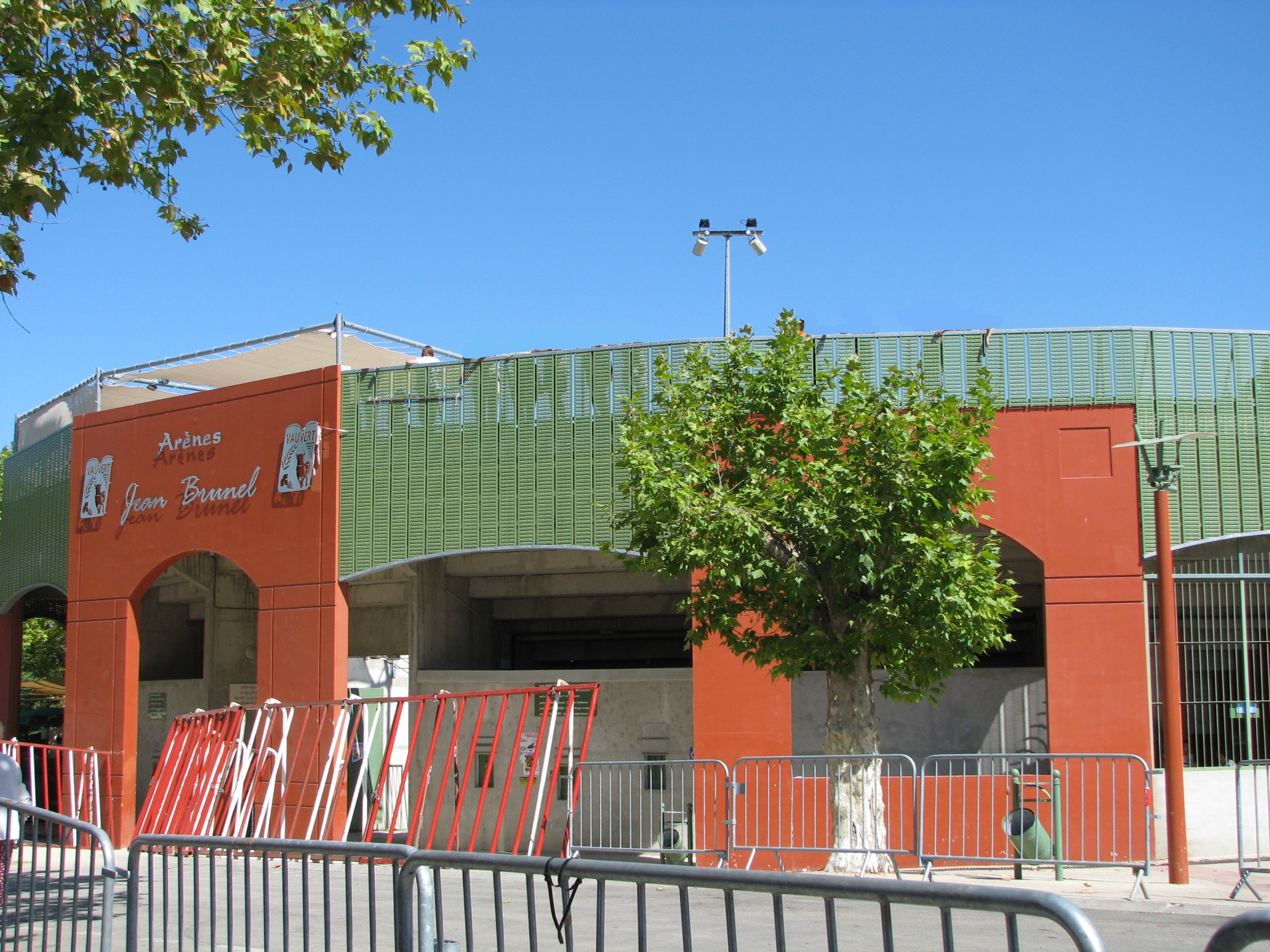
Arènes de Vauvert.

- École intercommunale de musique de Petite-Camargue (avenue des Costières) : l'école intercommunale de musique de Petite Camargue est gérée par la communauté de communes et propose des activités sur les communes de Vauvert, Beauvoisin, Le Cailar, Aimargues, Aubord ainsi que Mus et Bernis. Cet établissement propose une trentaine d'activités et de nombreux ensembles musicaux, dont le big-band de Petite-Camargue, pour une totalité de 800 élèves environ. L'école organise de nombreux concerts dans les différentes communes des alentours (concerts classiques, concerts de jazz, rencontres musicales, groupes de rock, ensembles de cuivres, ensembles de cordes, concerts musiques du monde, chorales, fêtes de la musique, auditions des élèves, etc.) mais aussi un stage de jazz au début du mois de juillet. La nouvelle école de musique a été inaugurée à la rentrée de septembre 2016[81].
- Arènes Jean-Brunel (avenue Victor-Hugo) : la ville est membre du l'Union des villes taurines françaises. Dans les arènes sont organisées de nombreuses manifestations taurines (courses camarguaises, taureaux-piscine, spectacles équestres, corridas, fêtes votives) et culturelles (festival de jazz et concerts lyriques).
- Espace culturel Jean-Jaurès (place des Halles) : il s'agit d'un espace culturel où sont organisées de nombreuses expositions, conférences et rencontres littéraires et cinématographiques.
- Médiathèque Simone-Weil (place des Halles).
- Centre culturel et sportif Robert-Gourdon (avenue Robert-Gourdon) : le centre culturel propose de nombreux ateliers artistiques et ludiques (poterie, peinture, broderie, patchwork, théâtre, cours de langue…) ainsi que des activités sportives (gymnastique, danse, yoga, arts martiaux, musculation…).
- Centre de loisirs Pierre-François (avenue Ampère) : le centre de loisirs occupe une place importante dans la vie des enfants. C'est un mode de garde pour les familles mais aussi un lieu d'expression, d'apprentissage et un véritable temps éducatif. Les animateurs proposent des moments de détente, de plaisir, de rencontre par le biais de nombreuses activités ludiques, ballades, voyages.. Le centre de loisirs accueille également un centre d'hébergement et la cantine scolaire.
- Centre social Rives, rue Émile-Zola.
- Radio Système 93-7 (avenue de la Costière) : la radio a été transférée au sein de la nouvelle école de musique.
- La ville de Vauvert possède deux salles des fêtes (la salle Georges Bizet et la salle Frédéric Mistral) où sont organisés de nombreux concerts, mais aussi des lotos, des repas et des rencontres d'artisans. D'autres lieux de concerts : l'auditorium Jean Denat au sein du collège La Vallée Verte (avenue de la Condamine), le « Hall du Coudoyer » au sein du centre culturel Robert Gourdon (rue du Coudoyer) et le nouvel auditorium de l'école de musique (avenue de la Costière).

### Vie culturelle
- La ville est fière de ses traditions camarguaises. La ville propose une saison taurine riche en manifestations tout au long de l'année : le concours d'abrivado en mai, la fête votive pendant la semaine du 15 août avec dix jours de fêtes, le « revivre » en septembre, ou encore la féria en juillet. Des courses camarguaises sont organisées dans les arènes Jean-Brunel, de façon ponctuelle, à partir du mois de mars jusqu'en septembre (trophée des as, trophée de l'avenir, courses taurines…).
- Les « Nuits du Jazz » (2004-2014) : festival de jazz ayant eu lieu début juillet, dans les arènes Jean-Brunel, en parallèle du stage de jazz organisé par l'école de musique. Ce festival a duré dix ans et a accueilli de grandes vedettes de la scène jazz : Marcus Miller, Dee Dee Bridgewater, Michel Legrand, Chucho Valdés, Manu Dibango, Tigran Hamasyan, Kyle Eastwood, Lucky Peterson, André Manoukian, Manu Katché, China Moses, Al Jarreau, Omara Portuondo, Earth, Wind and Fire, Thomas Dutronc et Michel Jonasz. Alors réputé, ce festival a été arrêté et repris par Jazz à Junas en 2015.
- Courant Scène : association créée en 1997 et qui organise de nombreux concerts, tout au long de l'année, à Vauvert, Vergèze, Gallargues-le-Montueux et Nîmes. Courant Scène fait découvrir de nombreux artistes reconnus dans le milieu de la composition et chanson française comme Dimoné, Brigitte Fontaine, Juliette, Bernard Lubat, Enzo Enzo, Anne Sylvestre, Manu Galure, San Severino, Babx, Paul Personne, Rachid Taha ou encore Jeanne Cherhal. En 2017, Courant Scène fête ses 20 ans.
- L'art lyrique est très important dans la vie vauverdoise. Plusieurs associations réputées assurent la promotion de l'art lyrique en Camargue et en Provence. L'association « Les Amis du Bel-Canto », créée en 1967, promeut cet art en faisant venir de grands artistes qui viennent prêter leur voix lors de concerts dans les arènes de Vauvert, au temple ou à la salle Georges Bizet. En 2014, l'association a organisé l'opéra Carmen dans les arènes. Chaque année, un gala lyrique est organisé dans la ville.
- Festival des cultures urbaines : il se tient généralement fin mai - début juin depuis 2000, pendant une semaine. Il met en valeur la danse hip hop et le graf avec de nombreux ateliers ouverts à la population et d'émissions radiophoniques sur la radio locale, Radio Système. La semaine se termine en général le samedi soir dans les arènes de la commune avec un spectacle hip hop (danse et/ou chant selon les années). L'idée de ce festival est de faire connaitre cette culture au plus grand nombre et d'impliquer la jeunesse vauverdoise dans l'organisation de cette manifestation. La structure porteuse de cet évènement est l'Association Rives[82]. En 2010 le festival a fêté son dixième anniversaire.
- Festival jeunesse de théâtre amateur : organisé conjointement par le centre social (association RIVES) et le centre culturel Robert Gourdon de la commune, ce festival, certainement unique en son genre, accueille durant tout un week-end près de 400 jeunes comédiens âgés entre 6 et 22 ans venus du département et de la région. Près de 45 spectacles répartis dans 4 salles sont proposés aux publics (1 200 personnes en 2007).

## Économie

### Revenus
En 2018 (données Insee publiées en septembre 2021), la commune compte 4 891 ménages fiscaux, regroupant 11 599 personnes. La médiane du revenu disponible par unité de consommation est de 18 860 € (20 020 € dans le département). 39 % des ménages fiscaux sont imposés (43,9 % dans le département).

### Emploi
|                | 2008   | 2013   | 2018   |
| -------------- | ------ | ------ | ------ |
| Commune        | 14,1 % | 14,2 % | 12,4 % |
| Département    | 10,6 % | 12 %   | 12 %   |
| France entière | 8,3 %  | 10 %   | 10 %   |

En 2018, la population âgée de 15 à 64 ans s'élève à 6 942 personnes, parmi lesquelles on compte 71 % d'actifs (58,6 % ayant un emploi et 12,4 % de chômeurs) et 29 % d'inactifs,. Depuis 2008, le taux de chômage communal (au sens du recensement) des 15-64 ans est supérieur à celui de la France et du département.
La commune fait partie de la couronne de l'aire d'attraction de Nîmes, du fait qu'au moins 15 % des actifs travaillent dans le pôle,. Elle compte 3 174 emplois en 2018, contre 3 191 en 2013 et 3 146 en 2008. Le nombre d'actifs ayant un emploi résidant dans la commune est de 4 137, soit un indicateur de concentration d'emploi de 76,7 % et un taux d'activité parmi les 15 ans ou plus de 52 %.
Sur ces 4 137 actifs de 15 ans ou plus ayant un emploi, 1 468 travaillent dans la commune, soit 36 % des habitants. Pour se rendre au travail, 84,1 % des habitants utilisent un véhicule personnel ou de fonction à quatre roues, 2,3 % les transports en commun, 8,4 % s'y rendent en deux-roues, à vélo ou à pied et 5,3 % n'ont pas besoin de transport (travail au domicile).

### Activités hors agriculture

#### Secteurs d'activités
917 établissements sont implantés à Vauvert au 31 décembre 2019. Le tableau ci-dessous en détaille le nombre par secteur d'activité et compare les ratios avec ceux du département,.
| Secteur d'activité                                                                                        | Commune | Commune | Département |
| Secteur d'activité                                                                                        | Nombre  | %       | %           |
| --- | ------- | ------- | ----------- |
| Ensemble                                                                                                  | 917     | 100 %   | (100 %)     |
| Industrie manufacturière, industries extractives et autres                                                | 81      | 8,8 %   | (7,9 %)     |
| Construction                                                                                              | 142     | 15,5 %  | (15,5 %)    |
| Commerce de gros et de détail, transports, hébergement et restauration                                    | 277     | 30,2 %  | (30 %)      |
| Information et communication                                                                              | 12      | 1,3 %   | (2,2 %)     |
| Activités financières et d'assurance                                                                      | 26      | 2,8 %   | (3 %)       |
| Activités immobilières                                                                                    | 37      | 4 %     | (4,1 %)     |
| Activités spécialisées, scientifiques et techniques et activités de services administratifs et de soutien | 114     | 12,4 %  | (14,9 %)    |
| Administration publique, enseignement, santé humaine et action sociale                                    | 141     | 15,4 %  | (13,5 %)    |
| Autres activités de services                                                                              | 87      | 9,5 %   | (8,8 %)     |

Le secteur du commerce de gros et de détail, des transports, de l'hébergement et de la restauration est prépondérant sur la commune puisqu'il représente 30,2 % du nombre total d'établissements de la commune (277 sur les 917 entreprises implantées à Vauvert), contre 30 % au niveau départemental.

#### Entreprises et commerces
Les cinq entreprises ayant leur siège social sur le territoire communal qui génèrent le plus de chiffre d'affaires en 2020 sont :
- Virbac Nutrition, fabrication d'aliments pour animaux de compagnie (56 023 k€) ;
- Valdeyron Materiaux, commerce de gros (commerce interentreprises) de bois et de matériaux de construction (25 222 k€) ;
- Sté d'importation et de distribution d'armes et munitions - Sidam, commerce de gros (commerce interentreprises) d'autres biens domestiques (23 834 k€) ;
- Mouchet Burry, commerce de détail de maroquinerie et d'articles de voyage (21 168 k€) ;
- Cosadis, supermarchés (14 838 k€).

#### Industrie
- Kem One : Cette société exploite à la Saline de Vauvert un gisement de sel dans la concession de Parrapon située sur les communes de Vauvert et Beauvoisin. Le gisement de sel est exploité par dissolution en place du sel à partir de doublets de puits fonctionnant en alternance, un puits comme ouvrage d’injection d’eau de dissolution et un puits comme ouvrage d’extraction de la saumure produite[84]. Depuis 1973, la saumure produite est envoyée vers les usines de Fos-sur-mer et de Lavéra du pôle Produits Vinyliques du groupe Kem One par un saumoduc de 90 km. La quantité de sel produite correspond au chargement quotidien de 153 camions, soit 4500 tonnes.
- Finedoc : usine de traitement et de valorisation des produits viticoles.

#### Maison d'éditionAu Diable Vauvert
Ce proverbe est certainement très réputé mais on se demande parfois où il prend ses sources. Il y a trois légendes :
La toute première version n'est pas vraiment vauverdoise mais il faut l'avouer a la préférence de nombreux historiens. Au XIe siècle, le roi Robert le Pieux décide d'établir sa résidence hors de Paris, dans un vallon planté de vignes alors nommé Vauvert (le val vert). Ce vallon n'est autre que ce que nous connaissons aujourd'hui comme le Jardin du Luxembourg. À sa mort, le château est rapidement abandonné et devient très vite un lieu inquiétant. Ses murs tombent en ruine et servent de refuge à toute une population de brigands et de mendiants, ce qui fait du château de Vauvert une véritable cour des miracles. Les témoignages de l'époque évoquent des cris et des hurlements en provenant. On en conclut vite que c'est un lieu maléfique, ce qui donnera naissance à l'expression populaire aller au diable Vauvert. Une autre histoire dit que Robert le Pieux y mena une vie qualifiée de « joyeuse » et qu'il se serait livré à des actes sacrilèges, ce qui fit à croire à l'époque que le diable habitait l'endroit.
La deuxième version concerne bien la ville de Vauvert. Durant toute l'époque médiévale, Posquières-Vauvert est un village étape pour les pèlerins de Saint-Jacques-de-Compostelle. La ville prospère, devient grande et réputée ainsi que son église et son château médiéval qui surplombait la colline du Castellas. On pense donc que cette expression aurait des significations avec le chemin de Compostelle et un rapport avec l'église et les marécages de la commune. Certains disent qu'il s'agissait d'une rumeur qui circulait : soi-disant qu'un fidèle très pieux aurait vu le diable dans l'église, d'autres pensent que la légende est plutôt liée aux marécages très fréquent à l'époque car il y avait même des marécages là ou se situe de nos jours l'Esperion et tous les alentours de la route du pont des Tourradons. À cette époque et ce depuis les écrits de Ovide pendant l'Antiquité, on pensait que les marécages étaient les entrailles de l'enfer. Ainsi on disait « va au Diable Vauvert » en voulant dire « va en Enfer », ce qui était à cette époque un proverbe très maléfique et horrible. Mais le seul problème avec cette version c'est qu'à cette époque Vauvert s'appelait Posquières. Donc la ville se serait-elle appropriée le proverbe ou disait-on « va au diable Posquières » ?
La troisième version est liée à l'histoire de Notre Dame de la Vallée Verte; (L'ancienne église, détruite durant les Guerres de religion et qui a donné son nom à Vauvert). En 1326 le roi Charles IV le Bel, après avoir battu les Flamands, oblige, avec l’aide de l’autorité ecclésiastique, 300 d’entre eux à effectuer des pèlerinages. 100 de ces pèlerins sont dirigés vers St Gilles et Vauvert. Impressionnées par les représentations théâtrales données sur le parvis de l'église, des « diableries », ils parleront longtemps, à leur retour, du diable de Vauvert, comme d’une chose fantastique mais située loin, très loin, « Au Diable Vauvert ».

### Agriculture
La commune est dans la « Plaine Viticole », une petite région agricole occupant le sud-est du département du Gard. En 2020, l'orientation technico-économique de l'agriculture sur la commune est la culture de fruits ou d'autres cultures permanentes.
|               | 1988  | 2000  | 2010  | 2020  |
| ------------- | ----- | ----- | ----- | ----- |
| Exploitations | 375   | 216   | 166   | 150   |
| SAU (ha)      | 6 021 | 4 290 | 5 321 | 4 315 |

Le nombre d'exploitations agricoles en activité et ayant leur siège dans la commune est passé de 375 lors du recensement agricole de 1988 à 216 en 2000 puis à 166 en 2010 et enfin à 150 en 2020, soit une baisse de 60 % en 32 ans. Le même mouvement est observé à l'échelle du département qui a perdu pendant cette période 61 % de ses exploitations,. La surface agricole utilisée sur la commune a également diminué, passant de 6 021 ha en 1988 à 4 315 ha en 2020. Parallèlement la surface agricole utilisée moyenne par exploitation a augmenté, passant de 16 à 29 ha.

#### Produits
- Viticulture
- Arboriculture fruitière (pêches, abricots, melons notamment)
- Culture du riz de Camargue
- Culture de la sagne et du roseau de Camargue
- Manades (élevages naturels et à l'air libre des taureaux de Camargue)
- La proximité de Vauvert avec Perrier à Vergèze et Royal Canin à Aimargues

### Tourisme
- Le centre de découverte du Scamandre pour une visite de la Petite Camargue
- Voie verte « Boucle de la Petite Camargue » entre Vauvert et Gallician

Pour plus de renseignements sur les activités touristiques à Vauvert et dans les environs, consulter l'office de tourisme de Vauvert.

## Culture et patrimoine

### Lieux et monuments

#### Patrimoine civil
- L'hôtel de ville (XIXe siècle) a malheureusement perdu le dôme en ardoises qui surmontait l'horloge de sa façade. Il est très représentatif, par la richesse de sa façade, de l'essor économique de ce gros village dans la seconde moitié du siècle.
- La tour de l'horloge du XIXe siècle, coiffée d'une toiture à quatre pans en tuiles vernissées, comporte une cloche du XVIIe siècle classée Monument Historique. Cette tour surmonte l'ancienne porte médiévale de Saint-Gilles.
- Sur la place centrale, juxtaposée à l'église et à la tour de l'horloge, on remarque une très élégante fontaine en fonte de fer particulièrement ouvragée datant de 1898, année de l'installation de fontaines alimentées en eau potable depuis le réservoir du Castellas.
- Les caves viticoles, coopératives ou privées. On peut y découvrir des vins fins, vinifiés de manière traditionnelle. Le Musée de la vigne et des outils se trouve lui au Château Boissy d'Anglas, à Gallician. Sans oublier de mentionner nombre de maisons « mas » bourgeoises typiques de l'essor de la vigne sous le Second Empire.
- Les Arènes Louis Valentin (1898) : elles furent édifiées au pied de la colline du Castellas.

#### Patrimoine religieux
- L'église paroissiale de la ville, Notre-Dame de l'Assomption de Vauvert. Entièrement reconstruite à la fin du XVIIe siècle, à la suite des guerres de Religion durant lesquelles Vauvert vit bon nombre de ses beaux bâtiments disparaître, d'une architecture particulièrement sobre, elle possède un modeste clocher mur sur le pignon de sa façade. Elle renferme les fonts baptismaux sur lesquels fut baptisé le marquis de Montcalm. Sa sépulture est au Québec dans le Mausolée Montcalm dans le cimetière de l'Hôpital général de Québec à Notre Dame des Anges. On peut y voir aussi un vitrail montrant saint Louis IX en train de prier devant la statue de Notre-Dame, rappelant le passage de Louis IX à Vauvert.

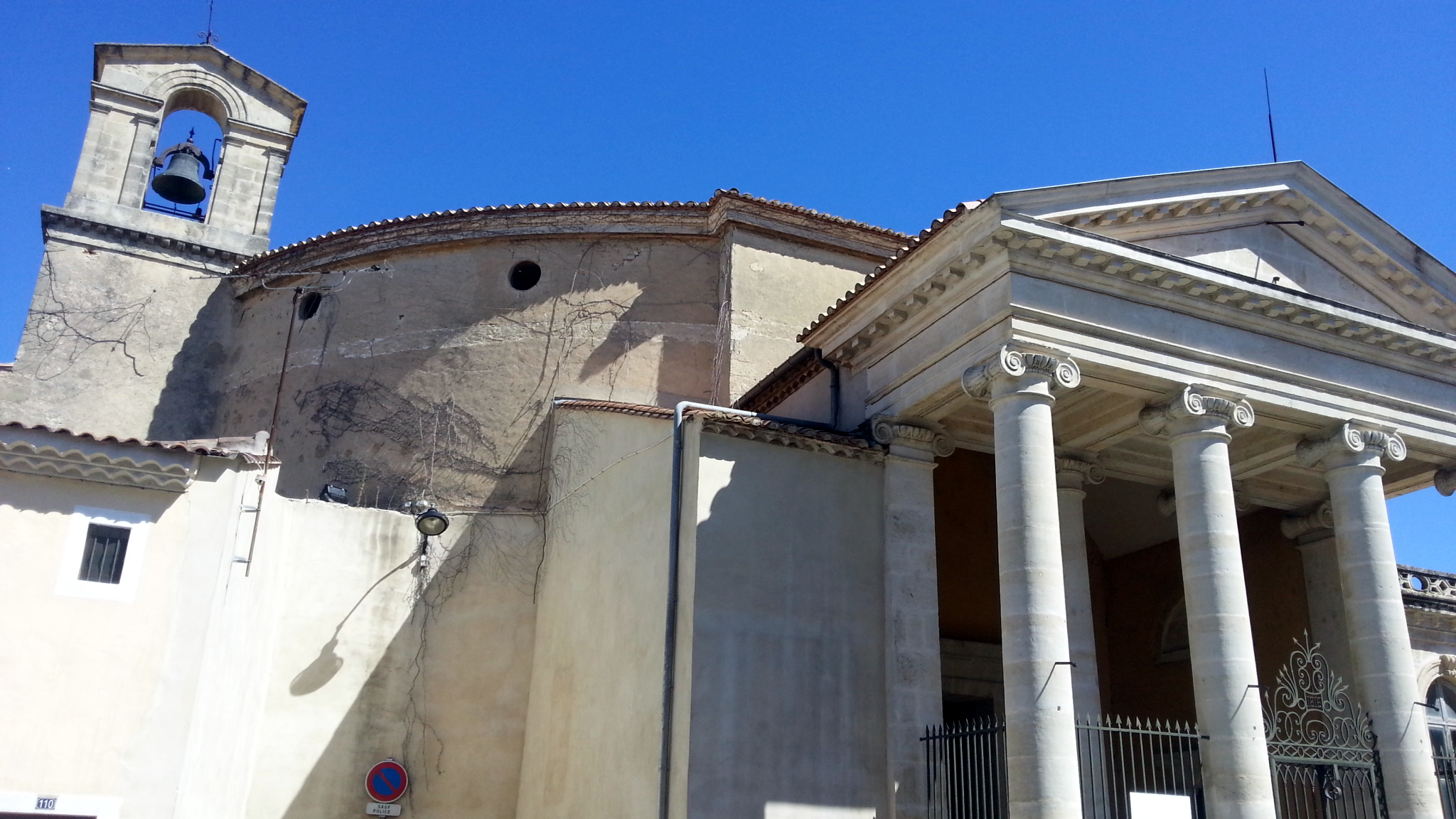
Grand temple.

- Le Grand temple. L'édifice a été inscrit au titre des monuments historiques en 2012[89]. Il fut élevé par l'architecte départemental Charles-Etienne Durand après l'autorisation du ministre de l'Intérieur en 1795 qui concède aux protestants une partie du bâtiment dit des « casernes » pour la construction d'un temple. Le projet est lancé en 1810 et terminé en 1817. Le bâtiment est situé dans un îlot dégagé, orienté vers la rue principale. À la fin du XIXe siècle, les halles ont été accolées à l'arrière et les constructions encadrant le portique ont densifié cet îlot qui se retrouve alors en plein bourg. Charles-Étienne Durand a conçu un nouveau type architectural, dont il met au point les grands principes dans le projet d'une église paroissiale entre 1787 et 1791 et présentés à l'An II aux Concours de la Convention. Ces principes sont inspirés de l'Antiquité : un plan entièrement circulaire, un perron d'entrée monumental constitué de quatre colonnes ioniques et d'un fronton dans une symétrie parfaite. D'ailleurs, le temple de Vauvert est le seul temple de Durand possédant des colonnes ioniques et non des colonnes doriques. Parmi les projets de temples que Charles-Étienne Durand réalisent à partir de 1807, plusieurs respectent parfaitement ce modèle dont les temples de Vauvert et de Beauvoisin. Le modèle du temple vauverdois a inspiré l'architecte suisse Melchior Berri, qui a réalisé plusieurs temples dans la ville de Bâle, dont on a retrouvé des esquisses qui s'apparentent aux temples de Vauvert et Beauvoisin[90]. L'architecte doit faire face à l'épineux problème des clochers. En 1817, en pleine construction du temple, le Consistoire demande d'élever un clocher aux frais des fidèles protestants dont l'entrepreneur Nolhac, principal mécène de ce projet. L'architecte Durand réagit vivement dans un courrier au préfet pour s'opposer au projet du clocher au-dessus du fronton pour des raisons esthétiques, préférant voir ce clocher sur le mur de derrière du temple. Le clocher sera construit comme il le préconise[91].

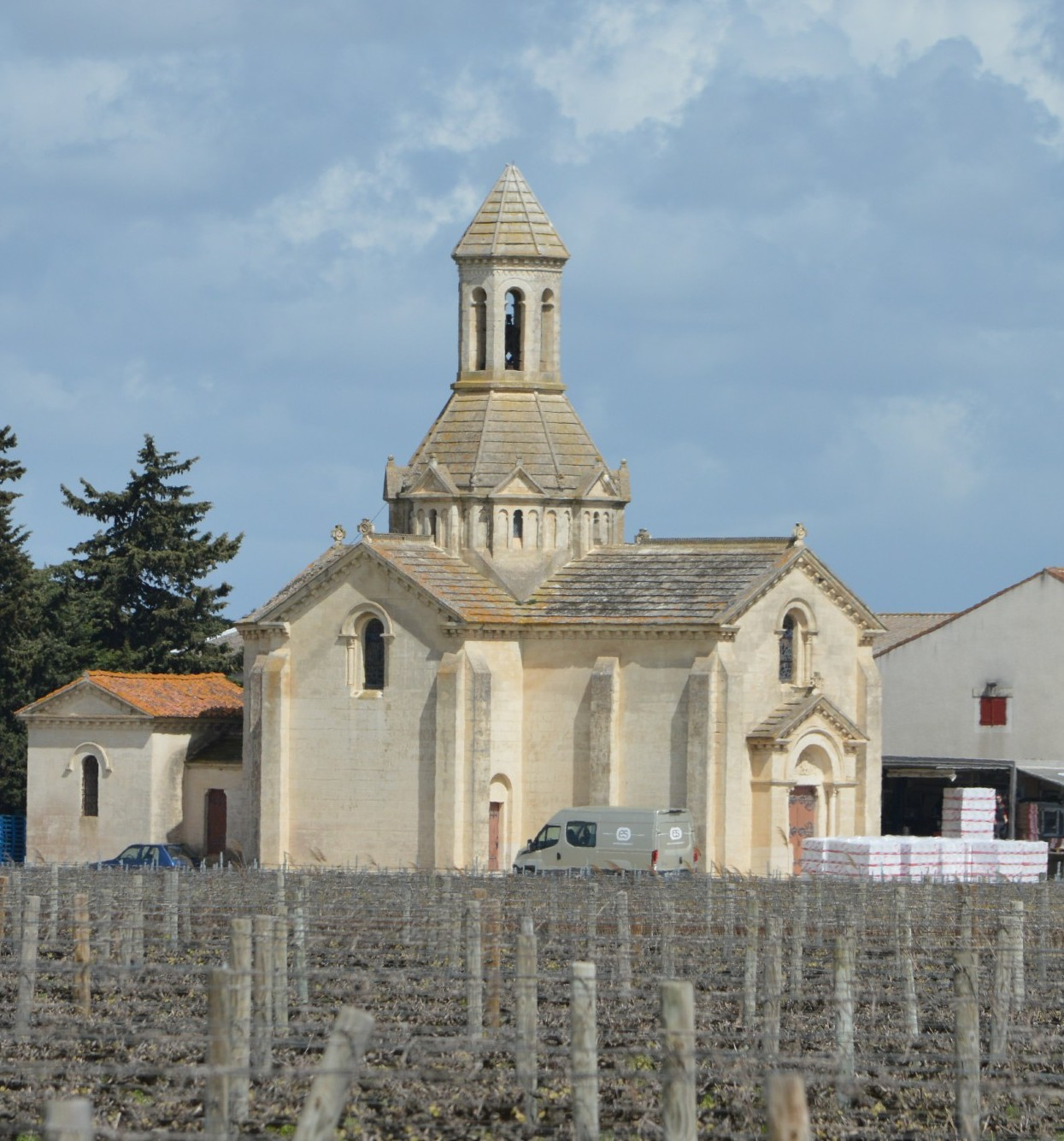
Chapelle de Montcalm.

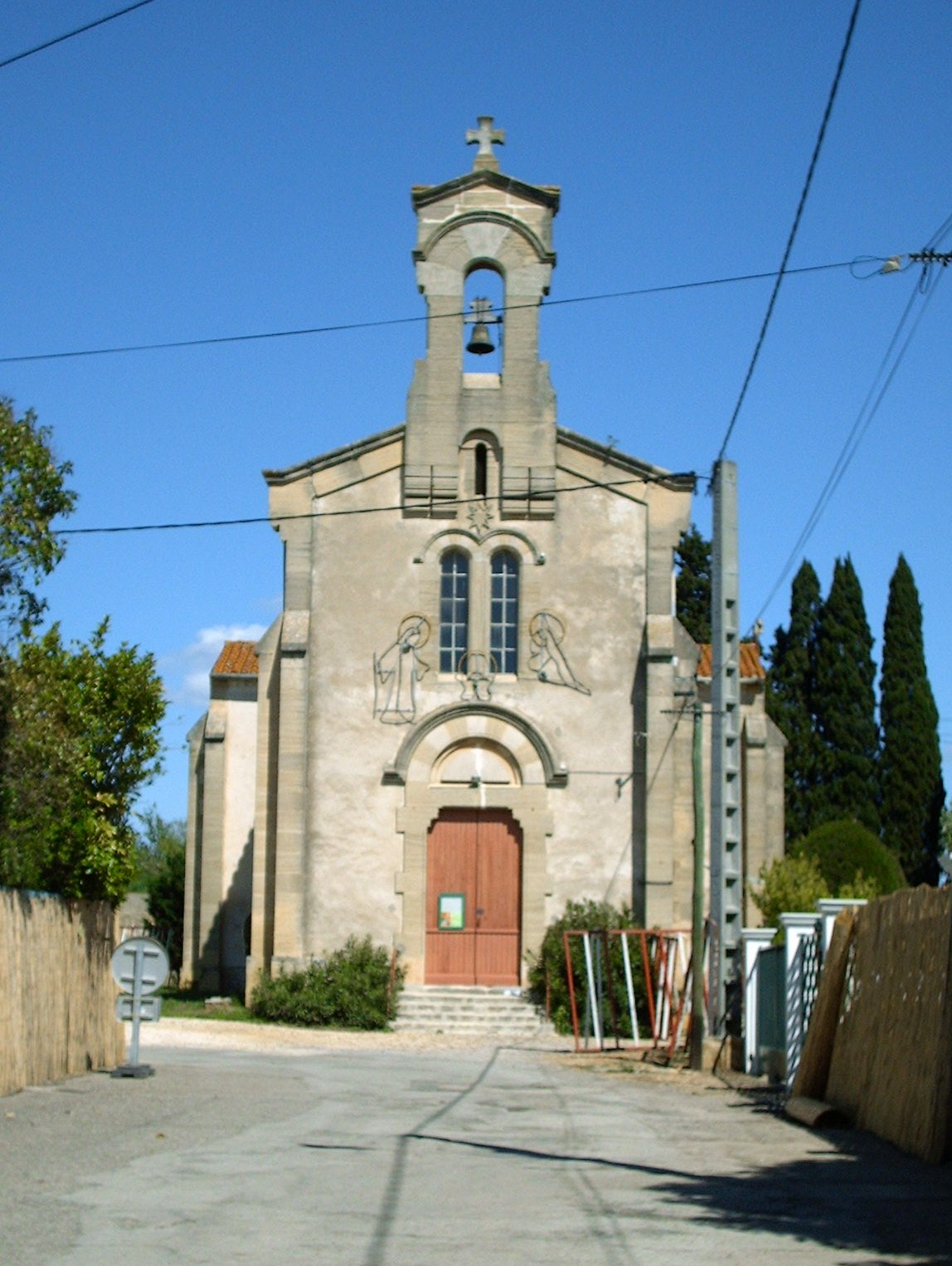
Chapelle du Sacré-Cœur de Gallician.

- Temple protestant de l'oratoire dit Petit temple, de l'église réformée évangélique de Vauvert (1869).
- La chapelle de Montcalm et le château de Montcalm. La chapelle est la propriété d'une association diocésaine. L'édifice a été inscrit au titre des monuments historiques en 2000[92]. C'est une très belle chapelle fin 19e de style éclectique à tendance « romano provençale », de plan centré, avec coupole à la croisée du transept surmontée d'un gracieux clocher à pans coupés. Son décor intérieur est très sobre hormis les chapiteaux des colonnes et des vitraux signés du grand maître verrier parisien Édouard Didron (1886), illustrant la vie de Saint Lazare. Elle est due à Henri Revoil ou Auguste Véran et fut commandée par l'ancien châtelain du tout proche hameau de Montcalm. Elle est logiquement située non loin des ruines très pittoresques du château néo-renaissance du XIXe siècle édifié dans les années 1880 par le célèbre industriel marseillais Louis Prat (1845-1932) à l'origine du fameux Noilly Prat. Le château est situé au sein de l'ancien riche domaine viticole des sables de Montcalm en Petite Camargue, comprenant de vastes chais, des maisons ordonnées autour de cours pavées pour les ouvriers, des écuries, un château d'eau et la chapelle évoquée dans le paragraphe précédent ; le tout au niveau du carrefour des routes menant vers Aigues-Mortes, Gallician, Sylvéréal et Arles. Au décès de Louis Prat en 1932, le château de Montcalm parait représenter une trop lourde charge pour les héritiers qui finissent par déposer les toitures.. Débute alors une longue période de dégradation à laquelle aucun des propriétaires successifs à ce jour n'a pu hélas mettre un terme.
- Ancienne abbaye de Sylveréal.
- Chapelle du Sacré-Cœur de Gallician.
- Temple protestant de Gallician.

#### Patrimoine environnemental
- La réserve naturelle régionale du Scamandre permet l'observation de la faune et de la flore de Petite Camargue, à Gallician, au cœur de ces immenses étendues que forment les roselières naturelles. Tous les hivers, les roseaux sont ramassés et sont exportés vers les pays nordiques où ils sont utilisés pour la couverture de certaines habitations. En Petite Camargue, cette exploitation du roseau est appelée la sagne. Protection et mise en valeur de ce patrimoine sont assurées par le Syndicat mixte pour la protection et la gestion de la Camargue gardoise.

### Héraldique
| Blason | Blasonnement : D'argent au veau de gueules passant sur une terrasse de sinople, adextré d'un saule du même. |

### Personnalités liées à la commune
- Abraham ben David de Posquières (Rabad de Posquières) (1120-1197), rabbin, kabbaliste et philosophe provençal du XIIe siècle.
- Le Marquis de Montcalm, dont le château natal se trouve à l'entrée de la ville sur la commune voisine de Vestric et Candiac, près du CD 135. Ce héros mourut en 1759 lors du siège de la ville de Québec par les Anglais au cours de la guerre pour la possession du Canada. Désormais, la bâtisse a été transformée en collège privé. Il fut baptisé à Vauvert.
- Raoul Allier, philosophe protestant, très célèbre pour son combat en faveur de la loi de Séparation de l'Église et de l'État et en faveur du capitaine Dreyfus. Sa famille (gardoise d'origine) a donné quatre maires à la commune de Vauvert, dont le dernier était son frère, Paul Allier.
- Émile Reinaud (1854-1924), avocat et écrivain, maire de Nîmes de 1892 à 1900, est né à Vauvert.
- Leimestin Broussan : grand baryton devenu directeur de l'Opéra Garnier (Paris) de 1908 à 1914.
- Gaston Bazile (1883-1952), homme politique, sénateur radical du Gard.
- Jean-Pierre Serre, mathématicien français né le 15 septembre 1926 à Bages (Pyrénées-Orientales). Il est considéré comme étant l'un des plus grands mathématiciens du XXe siècle. Son père s'y étant installé comme pharmacien, il vient vivre à Vauvert pendant son adolescence et va au lycée Alphonse Daudet à Nîmes. Après avoir réalisé sa thèse dans le domaine de la topologie algébrique sous la direction d'Henri Cartan il a effectué des travaux fondamentaux en théorie des nombres et géométrie algébrique. Jean-Pierre Serre est un ancien élève de l'École normale supérieure, médaillé Fields en 1954, médaille d'or du CNRS en 1987, Prix Abel en 2003, membre de l'Institut (Académie des sciences), professeur honoraire au Collège de France et ancien membre du groupe Bourbaki. Un centre de mathématiques porte son nom au lycée Daudet.
- Émile Guigou (1910-2000), médecin, résistant, président du Comité de Libération de Vauvert, maire de Vauvert (1944-45), premier adjoint (1945-1977). Historien de Vauvert. Fondateur de la Société d'Histoire de Vauvert-Posquières en 1978.
- Jacques Guigou (1941), sociologue et poète. Professeur émérite des universités.
- Paul Barthes.
- Robert Gourdon a marqué l'histoire politique locale. Maire SFIO puis PS de Vauvert de 1946 à 1979, il fut également député du Gard, président du conseil général du Gard de 1973 à 1979. Sous son impulsion, Vauvert se modernise. En coopération avec le docteur Émile Guigou, premier adjoint, ils créent la zone industrielle, des quartiers d'habitat social, le tout-à-l'égout, goudronnent les rues, valorisent les marais. Sous ses mandatures successives, de cité viticole fin XIXe, Vauvert devient le centre économique majeur du sud gardois.
- René Girard, joueur puis entraîneur de football né à Vauvert et qui a été quatre fois champion de France : 3 fois avec les Girondins de Bordeaux dans les années 1980 sur le terrain et en 2012 sur le banc du Montpellier HSC.
- Gilbert Collard, avocat et homme politique, député FN de la 2e circonscription du Gard depuis 2012, possède sa résidence principale à Gallician.
- Jean Valz avait acquis une propriété à Gallician.
- Jacques Meizonnet (1792-1859), poète.
- Hadrien Poujol, raseteur (vainqueur de la Palme d'argent en 2001, de la Cocarde d'or & du Trophée des maraîchers en 2003, du Muguet d'Or & de la Cocarde d'Or en 2004 et du Trophée des maraîchers en 2005).
- Damien Abad, conseiller municipal de Vauvert de 2007 à 2010, député depuis 2012, député européen de 2009 à 2012, président des Jeunes Centristes de 2008 à 2010 et secrétaire général adjoint du Nouveau Centre en 2010.
- Nicolas Meizonnet (1983), homme politique, conseiller municipal de Vauvert.
- Claude Sérillon, journaliste français et conseiller en communication de François Hollande, possède une maison à Gallician.[réf. souhaitée]
- Laurent Coulondre, pianiste et organiste de jazz, originaire de Vauvert.
- Kamel El Mahrouk (1985), joueur de football établi à Vauvert.

## Galerie d'images

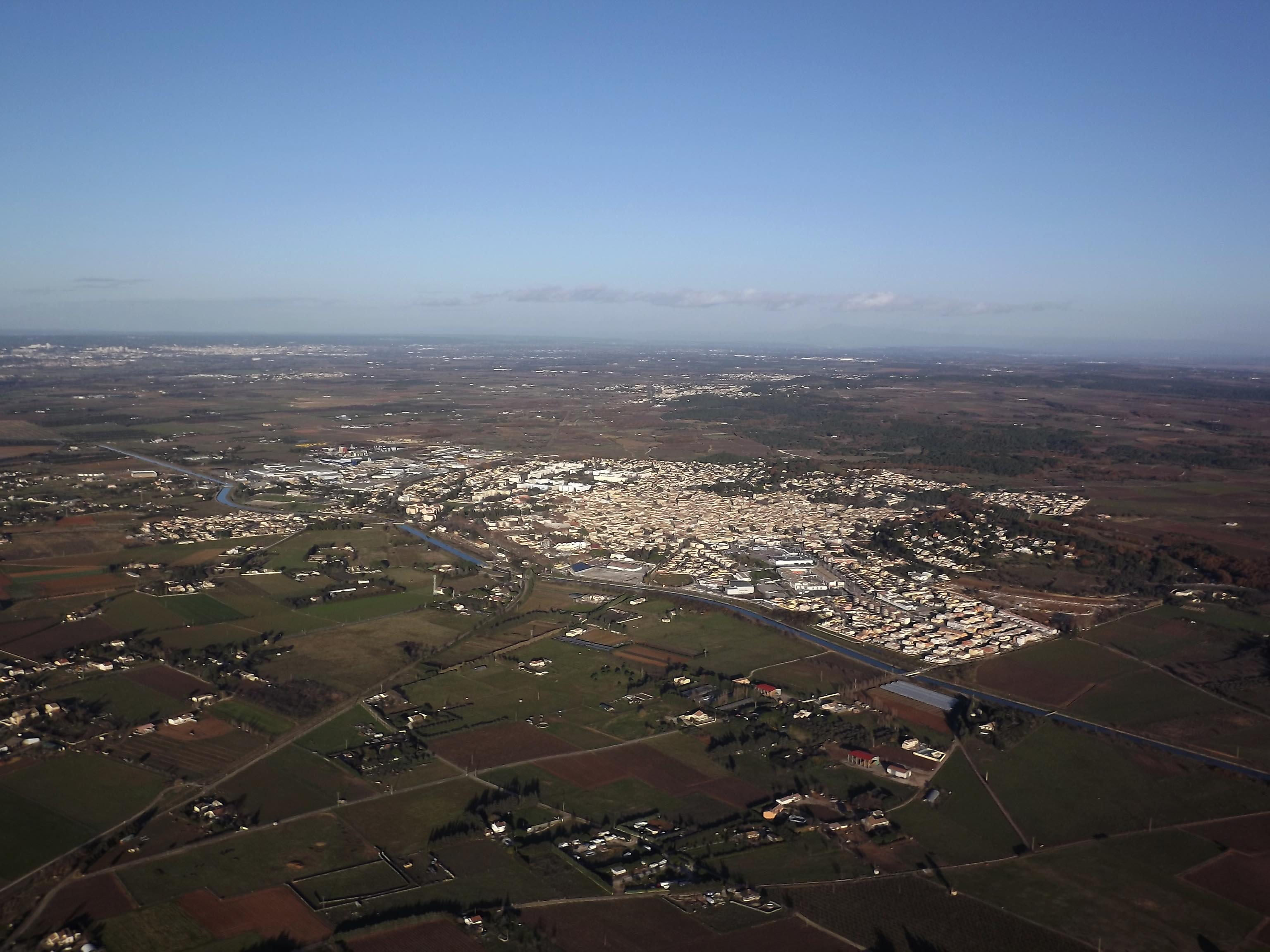
Vue aérienne.